# 安室奈美恵
安室 奈美恵（あむろ なみえ、1977年〈昭和52年〉9月20日 - ）は、日本の元歌手、ダンサー。
沖縄県那覇市首里石嶺町出身。1990年代後半から2010年代にかけて数多くの記録を打ち立て、平成を代表する歌姫としての地位を築いた。40歳の誕生日を迎えた2017年9月20日、公式サイトにアップしたメッセージにて、芸能界を引退することを発表し、2018年9月16日をもって引退した。

## 来歴

### 生い立ち - 沖縄アクターズスクール時代
- 沖縄県那覇市首里に3人兄妹の末っ子として生まれる。両親は安室が4歳の頃に離婚し、以降は母子家庭で育つ。小学5年生の頃、友達の付き添いでタレント養成所「沖縄アクターズスクール」へレッスンを見学に行った際、同校のマキノ正幸校長にスカウトされる。家庭の事情から月謝が払えないとの理由で一度は入校を断念するものの、校長に見込まれて異例の特待生として入校する。小学生時代は片道約1時間半の距離を徒歩で週3日通う生活を送っていた[10]。入校時は人見知りが激しく引っ込み思案であったが、小学6年生の頃にローカル番組『HOTNIGHT おきなわ愛ランド』夏休み特集ちびっ子カラオケ大会(1989年8月1日放送、RBC琉球放送)に出場し、優勝したことで周囲を驚かせた[注釈 1][11]。番組では司会者より「小学校では金管クラブでトランペットをやっている」と紹介され、安室は「将来は歌手になりたい」と語っている。

- 当初は女優志望で芝居の稽古などもしていたが、スクール内で観たジャネット・ジャクソンの楽曲「Rhythm Nation」のミュージック・ビデオに衝撃を受けたことで、歌とダンスに没頭する[12]。この事について安室本人は「ジャネットのビデオを見ていなければ踊ることに興味を持たなかったかもしれない」「ビデオを見て衝撃を受けて、私もこういうかっこいい女性になりたいと思った」と語っている[13]。その他にはポーラ・アブドゥルからの影響も明かしている[14]。

### 1992 - 1995年: SUPER MONKEY'S時代
- 1991年、中学2年生の時にアクターズ内から選抜されたダンスパフォーマンスグループ"SUPER MONKEY'S"の結成メンバーに選出される。グループは地元沖縄のRBC琉球放送で琉球空手を取り入れたダンスパフォーマンスを披露するなど活動していたが、これが東京のテレビスタッフの目に留まり、平哲夫がスクールと協力契約を締結したことでライジングプロダクションとの関係が始まる。
- 1992年より、全国区での芸能活動を開始。
  - 4月よりロッテのTVCMの放送が始まり、バラエティ番組などにも出演を果たす。
- 1992年、9月に当時の東芝グループの東芝EMI（現・ユニバーサルミュージックLLC）より「恋のキュート・ビート/ミスターU.S.A.」でメジャーデビューし、センターボーカルに起用される（オリコン最高位29位）。
- 1993年1月から、ドラマ『いちご白書』に準主人公として出演。
  - ロッテ「マスカットガム」CM放送開始。
  - 4月から、NHKの音楽番組『ポップジャム』のPJ:G（ポップ・ジャム・ガールズ）としてグループでレギュラー出演。
  - 5月、アニメ『忍たま乱太郎』の初代EDテーマに起用されたシングル「ダンシング・ジャンク」をリリース（オリコン最高位68位）。カップリング曲の「レインボー・ムーン」は安室の初ソロ曲となる。
  - 11月、ロッテガムのCMソング「愛してマスカット」をリリース（オリコン最高位67位）。
  - 12月、第44回NHK紅白歌合戦にてスーパーモンキーズが森口博子のバックダンサーとして出演。
- 1994年、4月よりフジテレビ系列の『ポンキッキーズ』に"シスターラビッツ"としてレギュラー出演開始（〜1996年まで）。
  - 同7月にシングル「PARADISE TRAIN」をリリース（オリコン最高位137位）、同時にグループ名を「安室奈美恵 with SUPER MONKEY'S」へと改名。
  - 同時期にライジングの平哲夫からavex traxのMAX松浦を紹介され、次シングルでのプロデュースが決まる。

#### 1995年（8月まで）
- 1995年1月、松浦のプロデュースによるユーロビートのカバー曲「TRY ME 〜私を信じて〜」をシングルリリース。同曲はミナミスポーツのCF曲に起用され、自身も出演した。オリコン初動は49位と振るわなかったが、有線を中心に上昇し、ディスコ等でのユーロブームも重なり累計売上73万枚の大ヒットとなった[15]（オリコン最高位8位）。
  - 4月から日本テレビ系音楽バラエティ『THE夜もヒッパレ』にレギュラー出演（〜1997年まで）。
  - 同月、ユーロビートカバーの「太陽のSEASON」を安室奈美恵単独名義でリリース（オリコン最高位5位）、これが事実上のソロデビュー作となる[注釈 2]。
- この頃、松浦の仕事のパートナーであった小室哲哉と出会う。8月26日に行われた『avex dance Matrix '95 TK DANCE CAMP』の東京公演で、当時未完成の「Body Feels EXIT」を初披露している。

### 1995 - 2000年: 小室哲哉プロデュース時代

#### 1995年（10月以降）
- 1995年10月、SUPER MONKEY'Sの楽曲を含んだファーストアルバム『DANCE TRACKS VOL.1』を東芝EMIよりリリース。初のオリコンチャート首位を獲得し、オリコン及び出荷ベースで初のミリオンセラーを記録した。
  - 翌週には小室哲哉プロデュース第1弾シングル「Body Feels EXIT」をリリースし、同時にavexへレコード会社を移籍。以降は小室がプロデュースを担当する。
- 12月、小室第2弾シングル「Chase the Chance」がシングルで初のオリコンチャート首位、ミリオンセラーを記録した。
  - 12月31日、『第37回日本レコード大賞』に初めてノミネートされ、「TRY ME 〜私を信じて〜」で優秀作品賞を受賞。
  - 同日、『第46回NHK紅白歌合戦』に「Chase the Chance」で初出場[注釈 3]。

#### 1996年
- 1996年発売のシングル「Don't wanna cry」（3月）、「You're my sunshine」（6月）、「a walk in the park」（11月）がミリオンセラーを記録。
- 3月、翌々の5月にかけて初の日本武道館公演を含む全国ツアー『mistio presents AMURO NAMIE with SUPER MONKEY'S TOUR '96』（8万人動員）を開催。
- 7月、セカンドアルバム『SWEET 19 BLUES』がリリースされ、トリプルミリオンセールスを記録。同アルバムは初回出荷305万枚と当時の日本記録を樹立するなど、10代の歌手としての記録も次々と塗り替えた。
- 8月、翌9月にかけ、野外ライブ『SUMMER PRESENTS '96 AMURO NAMIE with SUPER MONKEY'S』を開催し、女性アーティストでは史上最年少記録（当時18歳）でのスタジアム公演を行う。同ライブを以って「安室奈美恵 with SUPER MONKEY'S」としての活動を休止し、安室奈美恵、MAXとして完全に独立、以降のツアーは完全ソロ公演となる。
- 12月、彼女を真似する女性を指した"アムラー"がこの年の流行語大賞に選出される。
  - 12月31日、『第38回日本レコード大賞』で「Don't wanna cry」で史上最年少（当時19歳）での大賞を受賞[16]。
  - 同日、『第47回NHK紅白歌合戦』に「Don't wanna cry」で出場。
- この年、東映系映画『That's カンニング! 史上最大の作戦?』の主演[注釈 4] や、初の写真集『#19770920』も発売した。自身が学んだ沖縄アクターズスクールも注目を集め、沖縄出身アーティストの先駆けとなるなど、その人気は社会現象となった。

#### 1997年
- 1997年1月、ドラマ『バージンロード』主題歌に「CAN YOU CELEBRATE?」が起用され、翌2月にシングルリリースされると売上初動が同年首位となる記録を見せ、7週目にはダブルミリオンを突破し、オリコン年間シングルチャート首位を獲得。同時に、女性ソロアーティスト歴代1位のシングル売上を記録した[注釈 5]。
- 3月、前年の売上を対象とした第11回日本ゴールドディスク大賞で邦楽部門大賞を初受賞。
- 3月23日から5月18日まで[17]、ライブツアー『Namie Amuro tour 1997 a walk in the park』を開催（12万人動員）。
- 4月、プロ野球の開幕戦・巨人対ヤクルト戦（東京ドーム）の始球式に登板。
- 5月、台湾で開催された『TK PAN-PACIFIC TOUR '97 IN TAIPEI』に出演。
  - 同月、10枚目のシングル「How to be a Girl」をリリース。
- 6月、ソロ名義でのシングル総売上が史上最速記録（2年1ヶ月）で1,000万枚を突破した。
- 7月、3枚目のアルバム『Concentration 20』をリリース。
  - アルバムを引っさげて初の4大ドームツアー『mistio presents namie amuro SUMMER STAGE 1997 Concentration 20』（東京ドーム・ナゴヤドーム・大阪ドーム・福岡ドーム）を開催（30万人動員）。
- 8月、10代の歌手としては史上初のシングル・アルバム総売上げ2,000万枚突破を達成した。
- 10月22日、TRFのダンサー・SAMとの結婚を発表、妊娠3ヶ月であることも明らかにした[注釈 6]。
- 11月、シングル「Dreaming I was dreaming」をリリース。
- 12月31日、『第39回日本レコード大賞』では「CAN YOU CELEBRATE?」で大賞を2年連続受賞[18]。
  - 同日『第48回NHK紅白歌合戦』では「CAN YOU CELEBRATE?」で3回目の出場にして初の紅組トリを務める。

#### 1998年
- 1998年、昨年の紅白出場の後は出産のため1年間の産休に入り、育児に専念。
  - この間にベストアルバム『181920』をリリース。
- 5月19日、長男を出産。
- 12月23日、復帰シングル「I HAVE NEVER SEEN」をリリース。
  - 31日、『第49回NHK紅白歌合戦』では前年と同じく「CAN YOU CELEBRATE?」で紅組トリ前で1年ぶりに公の前に登場した。歌唱中、会場からの暖かい声援と拍手に感極まり涙を流した。歌唱中にNHKの瞬間最高視聴率が 64.9% を記録した。

#### 1999年
- 1999年3月17日、復帰後のシングル「RESPECT the POWER OF LOVE」リリース。
- 同日、安室奈美恵実母殺害事件が起こり、世間や芸能界に激震が走る。事件のショックでしばらくは活動休止状態になると見られていたが、3月29日の『HEY!HEY!HEY!』の生放送で仕事を再開し、新曲「RESPECT the POWER OF LOVE」を歌いきった。
- 8月、千葉マリンスタジアムで行われた『Final Summer Dream Stage』に出演し、2年ぶりにステージ復帰。
- 9月、ダラス・オースティンのプロデュースによるシングル「SOMETHING 'BOUT THE KISS」をリリース。同曲で第32回全日本有線放送大賞吉田正賞を受賞。
- 11月、天皇即位10年記念式典に出席。
- 12月、『第50回NHK紅白歌合戦』では「RESPECT the POWER OF LOVE」をゴスペル・バージョンで歌唱した。

#### 2000年

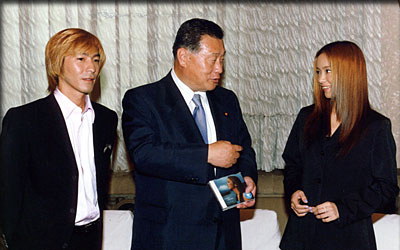
2000年7月11日、内閣総理大臣官邸で小室、森喜朗、安室

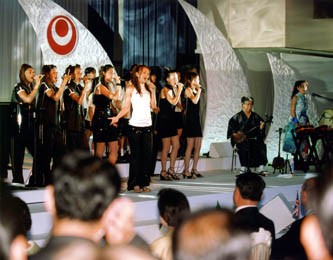
2000年7月22日、九州・沖縄サミット歓迎会で「NEVER END」を歌う安室ら

- 2000年1月、小室・ダラスの共同プロデュースによるアルバム『GENIUS 2000』をリリースし、アルバムを引っさげて復帰後初のライブツアー『NAMIE AMURO TOUR GENIUS 2000』を開催。
- 5月、ハワイで初の海外単独公演安室奈美恵 Live In Hawaii "Big Wave Honolulu"を開催した。
- 7月、九州・沖縄サミットのイメージソング「NEVER END」をリリース。サミット歓迎会では各国首脳の前で同曲を披露した。
  - 同月、“那覇市民栄誉賞”を受賞。通算4度目。それまでの3回はいずれも学校に対する受賞であり、芸能分野・個人への授与は初となった[19]。
- 12月、5枚目のアルバム『break the rules』をリリース。
  - 31日、『第51回NHK紅白歌合戦』出場、「NEVER END」を歌唱した。

### 2001 - 2004年: SUITE CHICとしての活動を開始
- 2001年、1月に発売したリカットシングル「think of me/no more tears」を最後に小室哲哉のプロデュースを離れる。3月から5月にかけて『break the rules』のライブツアー『namie amuro tour 2001 break the rules』を開催。7月には沖縄の野外ライブイベント『MUSIC FEST PEACE OF RYUKYU』に出演。8月には20枚目のシングル「Say the word」をリリース、シングル曲では自身初の作詞を担当した。10月から11月にかけてファンクラブ主催によるFC限定ライブハウスツアー『namie amuro tour "AmR" 01』を開催。12月には『第52回NHK紅白歌合戦』他、年末の音楽番組では「Say the word」をハウス・アレンジでパフォーマンスした。このバージョンは翌年発売のベスト・アルバム『LOVE ENHANCED ♥ single collection』に収録された。
- 2002年、2月にファンへ向けたメッセージ・バラード「I WILL」をリリース。5月には『MTV Video Music Awards Japan 2002』にパフォーミング・アーティストとして出演し、特別賞・Inspiration Award Japan[注釈 7] を受賞。7月10日にSAMと離婚。当初、親権はSAMに渡ったが、養育権は安室が持ち、2005年には親権も移りシングルマザーとなる。同月、『MUSIC FEST PEACE OF RYUKYU 2002』に出演し、9月にリリースした映画『命』の主題歌「Wishing On The Same Star」を初披露した。9月、『ASIA MUSIC FESTIVAL IN 上海』に出演。『第53回NHK紅白歌合戦』では「Wishing On The Same Star」を歌唱した。

また同年から今井了介・ZEEBRA・VERBALらとのスペシャルプロジェクト・"SUITE CHIC"（スイート・シーク）に参加し、完全限定生産のシングル「GOOD LIFE/Just Say So」をリリース。このことがきっかけで本格的にR&B・HIP HOP志向の曲をリリースするようになる。
- 2003年、2月にリリースされたSUITE CHICのアルバム『WHEN POP HITS THE FAN』が異例のセールスを記録し、『ミュージックステーションスペシャル』にSUITE CHICとして出演。AIとのコラボレーション曲「Uh Uh ,,,,,,」を歌唱した。5月には『MTV Video Music Awards Japan 2003』にプレゼンターとして出演し、SUITE CHICとしてBest Collaboration（最優秀コラボレーションビデオ賞）を受賞。ソロでは自身による選曲、アイデアなどセルフプロデュースを開始し、3枚のシングルをリリースした後、12月には6枚目のアルバム『STYLE』をリリース。11月からは翌年4月まで半年間に渡る長期開催となったライブツアー『namie amuro SO CRAZY tour featuring BEST singles 2003-2004』を開催（13万5,000人動員）。9年連続出場となる『第54回NHK紅白歌合戦』では「SO CRAZY」を歌唱した（翌年は出場を辞退）。
- 2004年、5月に台湾および韓国・ソウルで初のアジアツアーを成功させた（約3万6,000人動員）。以降リリースしているCDは日韓同時発売されている。同月、『MTV Video Music Awards Japan 2004』にパフォーミング・アーティストとして出演し、Best R&B Video（最優秀R&Bビデオ賞）、Best buzzAsia from Japan（最優秀buzzAsia賞）の2冠受賞。また、自身の憧れでもあるジャネット・ジャクソンがサプライズアーティストとして登場した際には、安室がプレゼンターとしてジャネットに特別賞を手渡し、ステージ上で2ショットが実現した。7月にはドラマ主題歌「ALL FOR YOU」をリリース。同月、再び来韓しソウルで開催された『MTV BuzzASIA Concert』に日本代表パフォーミング・アーティストとしてAIと出演、4曲披露した。8月にはFC限定ライブハウスツアー第2弾・namie amuro tour "fan space '04-"を開催。10月には初の2形態シングル「GIRL TALK/the SPEED STAR」をリリース。

### 2005 - 2011年: ソロデビュー10周年
- 2005年、2月にタイ・バンコクで開催された『MTV Asia Aid』[注釈 8] に、日本代表パフォーミング・アーティストとして出演し、「GIRL TALK」をパフォーマンス。3月には日本最大級のファッションイベント・神戸コレクションにシークレットゲストとして登場し、4月にリリースした「WANT ME, WANT ME」を初披露。5月には『MTV Video Music Awards Japan 2005』にパフォーミング・アーティストとして出演し、Best R&B Video（最優秀R&Bビデオ賞）（受賞曲「GIRL TALK」）、Most Impressivle Performing Artist In Asia（アジア最優秀パフォーミング・アーティスト賞）の2冠受賞。史上初の4年連続受賞の快挙を達成した。7月にはピンク・パンサーとコラボレートしたオリジナルアルバム『Queen of Hip-Pop』をリリースし、アルバムを引っさげて9〜12月までライブツアー『Space of Hip-Pop -namie amuro tour 2005-』を開催。11月には自身初のクリスマスソング「White Light/Violet Sauce」をリリースした。
- 2006年、5月に自身初の邦楽カバー曲を収録した「CAN'T SLEEP, CAN'T EAT, I'M SICK/人魚」をリリース。8〜11月には、1997年以来の大規模ツアーとなったアリーナツアー『namie amuro BEST tour -Live Style 2006-』を開催（22万人動員）。
- 2007年、1月、ドラマ主題歌「Baby Don't Cry」をリリース。オリコン・シングルトップ10連続獲得年数記録を13年に更新し、女性アーティスト歴代1位の快挙を達成した。音楽配信ではフル配信でトリプル・プラチナ認定(75万DL以上)、着うたではミリオン認定を記録した。3月にはm-floのアルバム『COSMICOLOR』に、m-flo loves 安室奈美恵として「Luvotomy」で参加。6月にはアルバム『PLAY』をリリースし、7年ぶりに首位を獲得した。アルバムを引っさげて、8月から翌年2月まで自身最多公演数となるライブツアーnamie amuro PLAY tour 2007-2008を開催（14万5,000人動員）。同8月には『MTV STUDENT AWARDS 2007』にパフォーミング・アーティストとして出演し、"STUDENT VOICE" RESPECT AWARD[注釈 9] を受賞。9月には30歳の誕生日を迎えた。

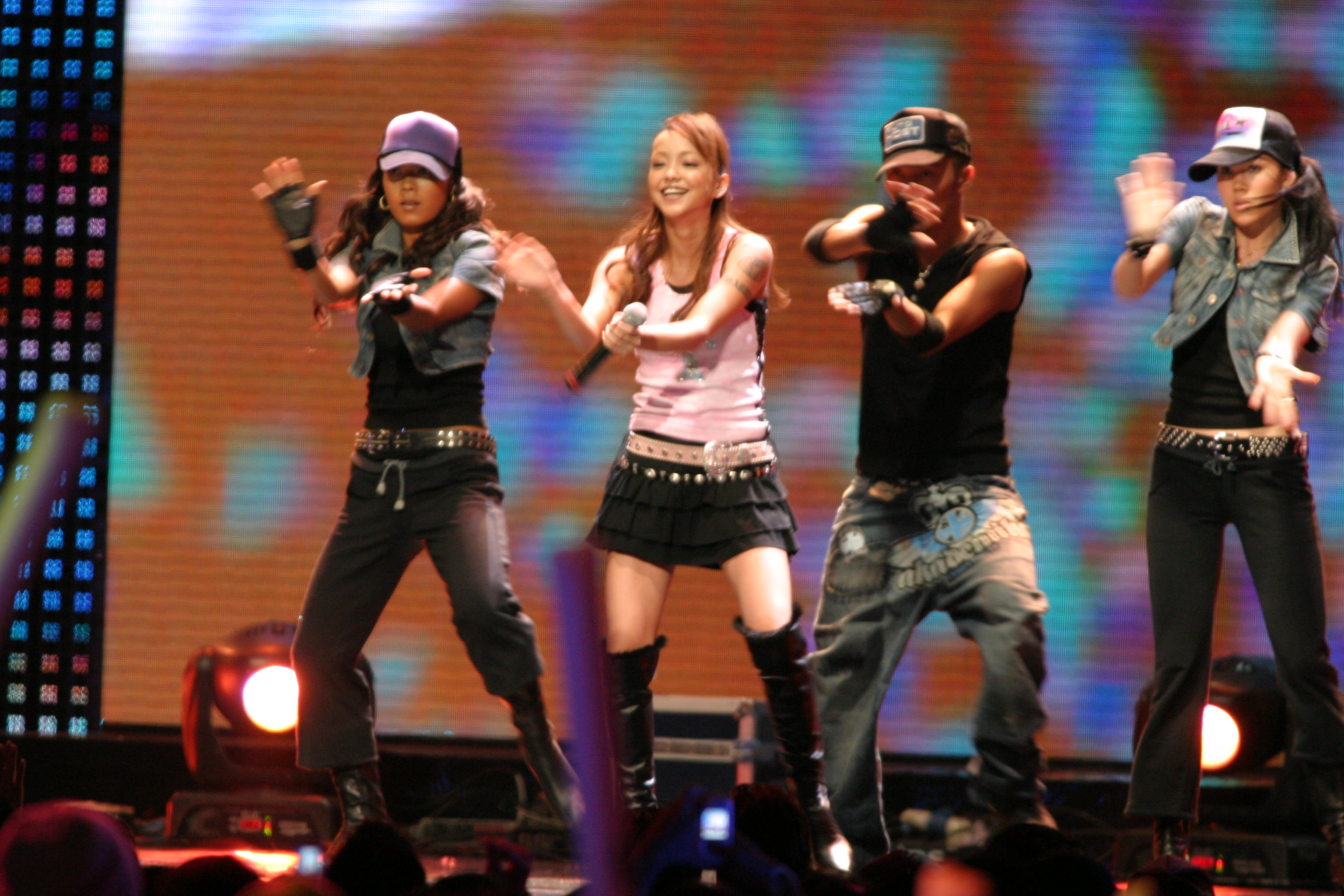
タイ・バンコク公演 (2008年2月)

- 2008年、『プレミアム ヴィダルサスーン』のイメージモデルを務め、パトリシア・フィールド（スタイリスト）、オーランド・ピタ（ヘアスタイリスト）と世界的クリエイター陣とのコラボレーションが実現し、3月にキャンペーンソング「60s 70s 80s」をリリース。登場2週目でシングルでは9年ぶり10作目の首位を獲得した。同月、『SPACE SHOWER Music Video Awards 08』のBEST FEMALE VIDEO（女性ソロ最優秀ビデオ）を『PLAY』のリード曲「Hide & Seek」で受賞。4月には台湾で4年ぶりとなるアジア公演を開催した。5月にはDOUBLEのアルバム『THE BEST COLLABORATIONS』に「BLACK DIAMOND」で参加、DOUBLE（TAKAKO）からのオファーによりコラボレーションが実現した。同月、『MTV Video Music Awards Japan 2008』にゲスト・セレブリティとして出演し、3年ぶりにBest R&B Videoを「Hide & Seek」で受賞。夏にはエイベックスの野外イベント『a-nation』に初出演し、自身の提案からトップバッターを担当した（全公演出演）。

7月には新曲2曲を収録したベストアルバム『BEST FICTION』をリリース。音楽業界としては異例の10代・20代・30代をまたいで史上初の3年代連続ミリオンセラーを達成し、オリコンアルバムチャートでは14年8ヶ月ぶりとなる6週連続首位を獲得した。アルバムを引っさげて10月から自身最大規模かつ女性ソロアーティスト史上最多動員数を記録したアリーナツアー『namie amuro BEST FICTION tour 2008-2009』を開催（50万人動員）。
- 2009年、3月に『SPACE SHOWER Music Video Awards 09』でMVA09 BEST ARTIST[注釈 10]、BEST FEMALE VIDEOの2冠受賞。さらに5月に『MTV Video Music Awards Japan 2009』で4年ぶりに2冠受賞。6月には台湾公演、7月には上海で自身初となる中国公演を開催し、海外公演を初映像化したライブDVD『namie amuro BEST FICTION TOUR 2008-2009』が初動売上記録で女性アーティスト歴代1位となり9年ぶりに記録を更新、Blu-ray盤との2部門制覇はアーティスト史上初の記録となった。12月にはアルバム『PAST < FUTURE』をリリース。10代・20代・30代の各年代でのオリジナルアルバム首位獲得はソロアーティスト初の記録となり、アジア5ヶ国・地域での首位獲得は日本人女性アーティスト史上初の快挙となった。
- 2010年、アルバムを引っさげて、4月から12月までライブツアー『namie amuro PAST<FUTURE tour 2010』を開催。5月には日本人アーティストとしては1994年のCHAGE and ASKA以来2組目でアジアの女性アーティストとしては初となる『World Music Awards』の出演という快挙を成し遂げた[注釈 11]。同月『MTV Video Music Awards Japan 2010』のBest Female Videoを『PAST < FUTURE』のリード曲「FAST CAR」で受賞。
- 2011年、4月に自身がゲスト参加した楽曲を集めたコラボレーション・アルバム『Checkmate!』をリリース。アルバムを引っさげて7月から12月までアリーナツアー『namie amuro LIVE STYLE 2011』を開催。

### 2012 - 2016年: デビュー20周年、Dimension Pointレーベルの設立
- 2012年6月、オリジナルアルバム『Uncontrolled』をリリース。竹内まりやが2008年に記録した『Expressions』以来3年9ヶ月ぶりに女性アーティストによるアルバム3週連続首位を獲得し[20]、日本、台湾、香港、韓国、シンガポールの計5ヶ国で前作『PAST < FUTURE』に引き続き1位を獲得。また香港では2週連続で1位を獲得している[21]。
  - 9月16日、自身のデビュー日に併せて、地元・沖縄で一夜限りの20周年アニバーサリーイベント『namie amuro 20th ANNIVERSARY LIVE in OKINAWA』を開催する予定だったが、台風第16号の影響により中止となった。ゲストとして、川畑要、土屋アンナ、AI、Mummy-D、ZEEBRA、VERBALに加え、シークレットゲストとしてDOUBLEと小室哲哉が出演する予定であった（後に、このライブは5年後の2017年9月にデビュー25周年記念としてリベンジを果たしている）[注釈 12]。
  - 12月、15年振りとなる自身初の全国5大ドームツアー『namie amuro 5大ドーム TOUR 2012 〜20th Anniversary Best〜』を開催。5会場8公演で約34万人動員となり、動員数・公演数ともに女性ソロアーティスト歴代トップとなる[22]。
- 2013年7月、オリジナルアルバム『FEEL』をリリース。オリコン初登場1位を記録。
  - このアルバムより、レーベルをavex traxからDimension Pointへ移籍。Dimension Point第1号アーティストとなる。
  - 8月から12月にかけて、24会場44公演24万人動員の全国ツアー『namie amuro FEEL tour 2013』を開催。
- 2014年6月、自身初となるバラード・ベストアルバム『Ballada』をリリース。
  - 8月から12月にかけて、13会場38公演31万人動員の全国アリーナツアー『namie amuro LIVE STYLE 2014』を開催。
- 2015年1月、デビュー以来所属していたライジングプロダクションを退社し、エイベックス内のプライベートレーベルDimension Pointに移籍[23]。
  - 6月に全曲未発表のオリジナルアルバム『genic』を発売。全曲新曲&ノンタイアップという異例の作品であるにもかかわらずオリコン初登場1位を記録した。また個人事務所 stella88 でマネジメントを開始したことをエイベックスが発表した。
  - 9月から翌2016年2月まで、15会場44公演の全国アリーナツアー『namie amuro LIVEGENIC 2015-2016』を開催。
- 2016年5月、関西テレビ・フジテレビ系ドラマ『僕のヤバイ妻』の主題歌に「Mint」が起用された。
  - 7月にNHKリオ・デ・ジャネイロオリンピック放送テーマソング「Hero」リリース。
  - 8月から全国ホールツアー『namie amuro LIVE STYLE 2016-2017』を開催。
    - 当初は3月いっぱいまでの全88公演での開催となっていたが、残り44公演を残した中での年明け2017年1月に、5月までの追加13公演が発表され、計33会場101公演という前代未聞の公演数となった。

### 2017年 - 2018年：デビュー25周年、そして電撃引退

#### 2017年

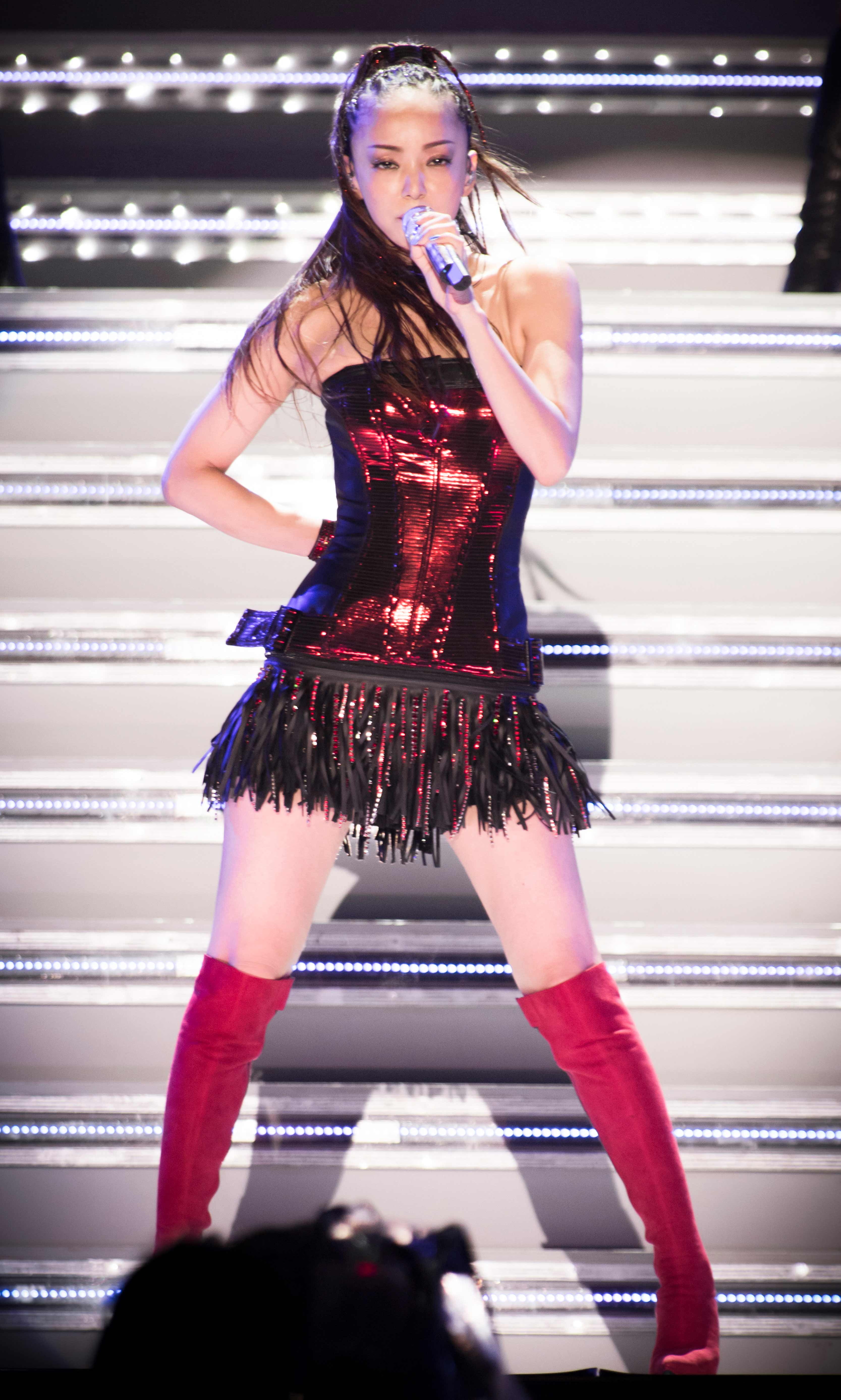
デビュー25周年 沖縄公演 (2017年9月)

- 2017年5月、日本テレビドラマ「母になる」の主題歌に起用された「Just You and I」を発売し、23年連続シングルTOP10入りを記録。
- 9月16日と翌17日、地元である沖縄県・宜野湾海浜公園野外特設会場にてデビュー25周年記念野外凱旋スペシャルライブ『namie amuro 25th ANNIVERSARY LIVE in OKINAWA』を開催[注釈 13][7]。およそ5万2千人の動員数を目の前に、5年越しでのリベンジを大成功に納めた[24][25]。それに伴い25周年記念特設サイト[注釈 14] がオープンされた。
  - 収録されたライブコンサートが10月22日にWOWOWで放送された[26]。
- 9月20日、翌2018年9月16日に引退することを発表[4][8][9]。会見は行われず、自身の公式サイトで公表された。
- 10月1日から1年限定で、デビュー25周年を記念してスピンオフ・ドキュメンタリー映像「Documentary of Namie Amuro “Finally”」が動画配信サービスHuluにて毎月1話ずつ独占配信されている。なお、同映像のシリーズは全12話まで放送される予定。
- 11月8日、デビュー25周年記念及び、引退宣言発表を受けて、1992年のデビュー曲「ミスターU.S.A.」から最新曲「Just You and I」までのシングルから厳選した45曲と未発表曲6曲が収録されたキャリア初となるオールタイム・ベストアルバム『Finally』をリリース。
  - 発売日直前までに100万枚ものプレオーダーが殺到した事が話題となった。
  - 発売初週で111.3万枚を売り上げえてミリオンを記録、オリコン週間アルバムランキングで初登場1位を獲得。また、翌週でも143.5万枚も売り上げ、それまでの年間部門1位を保っていたSMAPのアルバム『SMAP 25 YEARS』の記録（117.2万枚）を大きく上回った。
  - ちなみに、アルバム作品が発売1週目でミリオンを突破したのは、宇多田ヒカルの「Utada Hikaru SINGLE COLLECTION VOL.1」が2004年4月12日付の週で達成して以来13年7ヶ月ぶり。
  - 自身が持つ歴代ソロアーティストで唯一10代、20代、30代でミリオンを達成していた“3年代の連続ミリオンセラー”の自己記録をこのアルバムで“40代”を加えて更新し、前代未聞となる4年代連続ミリオンセラーの快挙を成し遂げた[27]。
  - 期間内に177.8万枚を売り上げ、第50回オリコン年間ランキング2017アルバム部門1位を獲得。年間アルバム1位獲得は自身初。発売から5週での年間アルバム1位は、1997年のGLAY、2013年と2016年に嵐が記録した7週を抜き、史上最速となった。ソロアーティストによる年間アルバム1位獲得は、2006年の平井堅「Ken Hirai 10th Anniversary Complete Single Collection '95-'05 歌バカ」以来11年ぶり、女性ソロに限ると、2004年の宇多田ヒカル「Utada Hikaru SINGLE COLLECTION VOL.1」以来13年ぶりとなった。また、ソロアーティストによるアルバム年間売上ミリオン突破は、2008年に自身が「BEST FICTION」で144.7万枚を記録して以来9年ぶりとなった。
  - 発売から2ヶ月でダブルミリオン（売上枚数200万枚）を突破した[28]。アルバム作品の売上枚数が200万枚を突破したのは、2012年8月13日付の週でザ・ビートルズのベスト・アルバム「ザ・ビートルズ1」が記録して以来5年5ヶ月ぶり。ソロアーティストでは、平井堅「Ken Hirai 10th Anniversary Complete Single Collection '95-'05 歌バカ」（2006年4月17日付）以来11年9ヶ月ぶりで、女性ソロでは宇多田ヒカル「Utada Hikaru SINGLE COLLECTION VOL.1」（2004年4月26日付）以来13年9ヶ月ぶりとなった。自身のアルバムでは「SWEET 19 BLUES」（1996年8月12日付）に次いで21年5ヶ月ぶり通算2作目のダブルミリオン突破となった。
  - アルバムに収録されている新曲「How do you feel now?」は16年振りに小室哲哉が作曲している事が発売日当日に明らかになり話題となった[29]。
- 11月5日、日本テレビ・Huluにてデビュー25周年野外ライブの舞台裏側に密着したドキュメンタリーと本人のインタビューを加えたスペシャル番組『安室奈美恵 平成の歌姫』が、23日（勤労感謝の日）にはNHK系列にて『安室奈美恵 告白』と題した特集番組が地上波にて相次いで放送された。同番組には、過去にNHKに出演したVTRに加えて、独占インタビューなどが組まれ、引退理由も語られた[30]。どちらも放送終了後に大きな反響を呼び話題となった。NHKでは放送終了後にコメントや問い合わせが殺到した為、急遽、翌2018年1月8日（成人の日）に再放送されることが決定した。
- 12月19日、同年大晦日に放送される第68回NHK紅白歌合戦への特別歌手枠としての出演が発表された[31][32][33]。なお、紅白に出場するのは2003年の第54回以来、およそ14年振りとなる。歌唱曲は、2016年に開催されたリオオリンピックで同局のテーマソングを担当した「Hero」。なお、同曲を地上波の音楽番組で披露するのが、これが初となった。
  - 久々の生出演という効果もあり、安室は第二部（対白は桑田佳祐[34]）で紅組トリを務めた石川さゆりの直前である午後11:10分台から約10分の間に出演を果たした。歌唱終了後に深々と御辞儀をし、歓喜のあまり途中号泣してしまう姿も見られた。また、同曲の歌唱シーンで番組の瞬間最高視聴率48.4%を記録し、大きな反響を呼んだ[35]。

### 引退前

#### 2018年
- 第32回日本ゴールドディスク大賞「アーティスト・オブ・ザ・イヤー」「アルバム・オブ・ザ・イヤー」「ベスト5アルバム」（邦楽）を受賞。
- 第10回CDショップ大賞2018特別賞受賞。
- 2月より、国内外最後となるラストツアー『namie amuro Final Tour 2018 〜Finally〜』が開催された[36][37]。
  - 自身3度目、6年振りとなる全国5大ドームツアーは17公演で約75万人を動員し、ソロアーティストの単独ツアーとしては最多動員記録となった。同ツアーには510万件を超える応募が殺到した。
  - 6月3日である最終日にはチケットを手にできなかったファンなどがドーム周辺、2日間だけでおよそ、6千人のファンが会場全体に集結。アムラームード全開となり、大きな話題を呼んだ[38]。
  - このツアーを皮切りに中国・香港・台湾の各3カ国の計6公演で開催されるアジアツアー『namie amuro Final Tour 2018 〜Finally〜 in Asia』も即行[39]。アジアツアーも当初は5公演となっていたが、後に香港公演が新たに追加で発表され、6公演となった[40]。
  - ライブのセットリストはファンによるリクエスト投票（シングル・アルバム全楽曲）によって実施[41]。ツアー開催に先駆け、ファンによるリクエスト投票[注釈 15] がオープンされた（現在は締め切り終了）。
  - ツアー開催直前には、2015年3月末をもって引退した元ジャパネットたかたの社長であり、“通販番組のカリスマ” でもあった髙田明を司会に迎えて、1日限りの通販番組としてツアーグッズを紹介する動画がYouTubeにて公開され、話題となった[42]。
- 2018年3月、1997年からの20年間で23本のCMに出演していた化粧品会社コーセーとのスペシャル・コラボ「NAMIE AMURO × KOSE ALL TIME BEST」と題したサイトを期間限定オープン。これまで務めた歴代CM動画・ポスターなどが一挙公開された[43]。
  - 4月19日、企画第二弾として、初出演の1997年から2014年までに出演した当時のCMと新たに撮り下ろされたCMを合成した新CM「NAMIE AMURO × KOSE ALL TIME BEST Project みんな、あなたになりたかった」編が翌日より放映された[44]。
  - 6月20日、企画最終章となる第四弾は「I am I」編として、1997年から2000年までイメージキャラクターを務めていた「VISSE」との限定コラボ商品となる「ヴィセ リシェ アイカラーパレットNA」の発売に合わせたCM。なお、商品のカラーは本人がセレクトしている[45]。
- 3月1日、SPACE SHOWER MUSIC AWARDS 2018にて、最も活躍した女性アーティストに授与される「BEST FEMALE ARTIST」を受賞。
- 4月10日、ファッションブランドメーカーである企業H&Mとのスペシャル・コラボレーション「Namie Amuro × H&M」を実施[46]。
  - 4月25日より全国の店舗およびオンラインストアにてコレクションアイテムが販売される展開となっている。同日に販売された読売新聞朝刊には、H&M代表取締役社長が宛てて綴った手紙が掲載された。
- 5月14日、日本トランスオーシャン航空とのタイアップで特別デザイン機"AMURO JET"を就航[47]。
- 5月23日、那覇市にて沖縄県民栄誉賞授与がなされた[48][49]。
- 6月25日、自身としては初となる体感型展覧会「Final Space」を東京・大阪・福岡・沖縄の4都市にて開催[50]。
  - 4会場ごと開催日がそれぞれ異なり、東京は7月24日、大阪は7月14日、福岡は8月12日、沖縄は8月2日からとなっている。
  - 開催期間は引退日である9月16日までとなっている。
- 7月14日、日本テレビ系列（関東ローカルのみ）毎週土曜夜10:54分よりスタートのミニ番組「namie amuro Final Space」が放送[51]。
  - 内容は、動画配信サイトHuluにて公開されている「Documentary of Namie Amuro “Finally”」でO.Aされたものを中心に、10個のキーワードをもとに “安室奈美恵が大切にしてきたコト” を紐解く6分間の番組。ファイナルツアーの密着映像や、上述の体感型展覧会の情報が放映される。
  - 提供元はそれぞれ1社で異なり、初回放送はコーセーとのコラボCM、2回目からはセブン&アイホールディングスによるコラボCMがそれぞれ放映された。
- 7月29日、日本テレビ系列毎週日曜夜7:58分より放送されている人気バラエティ番組『世界の果てまでイッテQ!』へサプライズとして初出演[52]。
  - 民放音楽番組以外となる娯楽番組の出演は、フジテレビ系列の番組『ワンナイR&R』以来となる。日本テレビ系列としては、司会者である今田耕司とプレゼンをしていた『アムロ今田きっとNo.1』の1997年以来、21年ぶりとなる。
  - 主な内容は、兼ねてより安室の絶大なファンとして公認しているイモトアヤコが番組内で熱心に語っていたことから今回のオファー企画へのきっかけに繋がった。安室は今回、アジアツアーのため台湾公演を訪れており、偶然にもイモトも旅先のロケ地が台湾であった為、同空港のロビーでイモトは安室と遭遇。イモトは台湾の伝統漁をリポート中に、安室がサプライズとして出演するという内容になっている[53]。
- 8月9日、前日の8月8日に逝去した翁長雄志沖縄県知事の訃報を受け、哀悼の意を表すると共に「沖縄の事を考え、沖縄の為に尽くしてこられた翁長知事のご遺志がこの先も受け継がれ、これからも多くの人に愛される沖縄であることを願っております」とのコメントを公式サイトで発表した[54]。
- 8月22日、セブンイレブン主催のプレミアム・ライブ&イベント『WE ♥ NAMIE HANABI SHOW 前夜祭 〜I ♥ OKINAWA／I ♥ MUSIC〜 supported by セブン-イレブン』（前夜祭の9月15日、引退日である9月16日）より、15日・沖縄コンベンションセンター展示棟にて開催されるイベントライブ（前夜祭）への出演が決定した。この他、沖縄と縁かあるアーティストとして、BEGIN、平井堅、MONGOL800など門出に祝福する形で出演。さら2008年に共演したDOUBLEや2011年のコラボアルバムで客演をした山下智久、2015年にコラボした台湾の歌手ジョリン・ツァイもこのライブの為にサプライズ・ゲストとして駆けつけた。安室が主催フェス・イベントへ出演するのはa-nation以来、およそ10年ぶりでもあり、引退前、これが最後のライブパフォーマンス・ステージとなった[55]。

### 引退後
- 9月18日、日本テレビ系列で特別番組『これで見納め!安室奈美恵引退スペシャル!!〜最後の1年と最後の1日に独占密着〜』を、夜9時より放送[56]。
  - 番組では昨年11月にリリースされたアルバム「Finally」のレコーディングやミュージックビデオの撮影の様子、今年の2月から6月にかけて行われたドームツアー「namie amuro Final Tour 2018 〜Finally〜」の模様、引退前日の9月15日に沖縄・沖縄コンベンションセンターで開催されたライブイベント「WE ♥ NAMIE HANABI SHOW 前夜祭 〜I ♥ OKINAWA／I ♥ MUSIC〜 supported by セブン-イレブン」に密着した映像などを放送予定。さらに彼女の25年の軌跡を、日本テレビに残されている映像で振り返り、2時間半にも及ぶスペシャル特番となる。
- 9月30日、引退に伴い、この日をもって「公式サイト」「公式ファンクラブ」「公式オンラインストア」「公式Facebookページ」の各サービスを終了した[57]。従って、本人の活動に関する公式の情報源も失われた。また、安室の弁護士が取材自粛要請を行った。

#### 2019年
- 第33回日本ゴールドディスク大賞「アーティスト・オブ・ザ・イヤー」「ベスト・ミュージック・ビデオ」（邦楽）を受賞。大賞にあたる「アーティスト・オブ・ザ・イヤー(邦楽)」は2年連続3度目の受賞となり、受賞回数歴代2位となった。
- 6月16日、これまでに発表されたavex在籍時代の全楽曲を一斉に、Apple Musicにおいてストリーミング独占配信をされるほか、25周年記念沖縄ライブと引退前のラストツアーの音源、これまで未配信となっていたベストアルバム『Finally』も同時にダウンロード販売を開始した[58]。
  - 配信開始から1週間で、日本人邦楽アーティストのアルバムで初の快挙を記録。このほか、日本・アメリカ・中国を含む33ヶ国で最も再生数を記録した[59]。
- 7月11日、引退した9月16日に再び「WE ♥ NAMIE HANABI SHOW supported by セブン-イレブン」が、昨年同様の宜野湾トロピカルビーチにおいて開催される事が発表された[60]。
  - 当日は花火のほか、沖縄コンベンションセンター展示棟でライブ映像「WE ♥ NAMIE 特別応援上映」と題した応援上映イベントも開催される。内容は、Huluにて期間限定公開された「Documentary of Namie Amuro “Finally”」と、ラストツアー「namie amuro  Final Tour 2018 〜Finally〜」の東京最終日、引退日前のラストステージとなった「「 WE ♥ NAMIE HANABI SHOW 前夜祭 〜I ♥ OKINAWA / I ♥ MUSIC〜 supported by セブン-イレブン」を特別編集した映像が3本立てで上映される。
    - 3本立てのうち、ラストツアーは全国の映画館で「WE LOVE NAMIE サンクス・ビューイング 〜2018.6.3東京ドーム〜」と題して、一斉に上映された。
- 8月23日、宜野湾市観光振興協会が日本記念日協会へ9月16日を「安室奈美恵の日」とする申請書を提出したが[61]、9月10日に認識不足による諸課題に直面し、認定には至らなかった事を公式ホームページで発表し、関係者に謝罪した[62]。
- 9月15日、これまでに発表されたavex在籍時代の全楽曲(シングル・アルバム)のミュージック・ビデオがApple Musicにおいて一挙、配信された[63]。
- 9月20日、Apple Musicのみとなっていた楽曲のストリーミング配信が、Spotify、LINE MUSIC、Amazon Music、AWA、KKBOX、Rakuten music、dヒッツ、うたパスにおいてavex在籍時代の全楽曲を一挙配信開始された[64]。これによってサブスクリプション定額サービスが一斉に解禁となった。

#### 2020年
- 4月21日、Huluにおいて期間限定で配信されていたオリジナル番組「Documentary of Namie Amuro “Finally”」の中からこれまでのエピソードや引退前のラストライブおよび、花火大会『WE ♥ NAMIE HANABI SHOW 前夜祭 〜I ♥ OKINAWA／I ♥ MUSIC〜 supported by セブン-イレブン』の模様などをピックアップした特別編集版（総集編）「Documentary of Namie Amuro “Finally” Special Edition」と題し、これまでに発表された全ミュージック・ビデオと併せて期間限定の5月10日まで無料公開される。これは、2月より起きてる新型コロナウイルスの影響により、感染拡大防止のための緊急事態宣言を受け、在宅支援の一環として行われた[65]。
- 9月16日、引退2周年の節目に当たり、首里城焼失とコロナ禍の二重苦に陥った沖縄県への支援も兼ねて、『WE♥NAMIE ONLINE HANABI SHOW』が開催される。本物の花火とバーチャル花火の合成映像や、沖縄におけるラストライブの模様などが配信された[66]。

#### 2022年
- 5月15日、沖縄本土復帰50年となるこの日、2019年にNHKで放送された「平成史スクープドキュメント 第4回 『安室奈美恵 最後の告白』」[67]が再放送された[68]。

#### 2023年
- 11月16日（未明）、2019年9月より開始されていたavex在籍時代のサブスクリプション定額サービス（ストリーミング配信）及び、各主要音楽ダウンロード配信サイトの販売が一斉に停止・削除され、利用できない状況となっている。また、動画サイトYouTubeの公式チャンネルについても同様に視聴不可となっている。詳しい理由は明かされていないが、契約更新の諸事情によるものだとしている[69]。

## 人物
- 身長158 cm[5]、血液型O型[5]。
- 1997年、2001年、右手首にタトゥーを入れ、2002年、左腕上腕部にタトゥーを入れていた。左腕には以下の英文と、その下に大きく息子の名前HARUTOと刻まれていた[70]。また、右腕にもクローバーと、バーコードと自身の生年月日、後に「Love Peace World」と刻まれていたが、20周年以降は両腕のタトゥーが消えている。

| JUN.30 in 1950 my mother's love live with me Eternally in my heart R.I.P MAR.17 in 1999 | 1950年6月30日（母親の生年月日） 母の愛は私と一緒に生きている 私の心の中で永遠に rest in peace（安らかに眠れ） 1999年3月17日（母親が死去した日） |

- 2015年1月、デビュー以来所属していたライジングプロダクションを退社し独立したが、これは社長の平哲夫から強い反発を受け、円満な独立ではなかった。このため独立後はテレビ出演が困難となったが、既に引退を視野に入れ、テレビ出演は極力控えてツアーに主軸を置いていた安室側としてはダメージは少ないという判断があった[71][72]。
- 引退日の2018年9月16日に出身地の沖縄県で行われた「We♥ NAMIE HANABI SHOW」ではサプライズ出演を行うことはなく、浴衣を着てファンと同じ客席からひっそりと花火を眺めていた[73]。ファンとの一体感を何よりも大切にして来た、安室奈美恵らしい活動の締め括りであり、明日から一般人として過ごすことを自覚した姿がそこにはあった。
- 引退後の2019年1月20日に放送されたNHK系列「平成史スクープドキュメント 第4回 『安室奈美恵 最後の告白』」内にて、引退の理由について、活動を継続する上での身体的な不安を挙げており、「ちょっと声帯もいろいろと壊してしまって、そういう不安もあったりもしていたので。そろそろ声帯も限界なのかなとか、声もうまく出ないなとか、そういうのもあったので」と2010年頃から喉に異変を感じていたことを公表し、「いい状態の安室奈美恵をファンの思い出に残したい」と語っていた[74]。声帯を壊し患っていたことについては、この番組で初めて公表した。namie amuro Final Tour 2018 〜Finally〜におけるライブのラスト曲が小室哲哉による16年振りの新曲であったことについては「最後に新しい自分を示して終わりたかった」としている。
- 引退後もマスメディアにより復帰の可能性が語られているが、デビュー当時から引退の時期を継続的に考え続けた結果として、活動25周年かつ年齢が40歳という記念すべき年に引退するという結論を出したことや、ブレない信念を売りにしていた事実を考えると、まず有り得ないと言える[75]。
- 週刊誌などに取り上げられることを嫌っており、ラストコンサートの数日前に、本人の代理人弁護士から取材自粛要請が出されている。その中で「安室のプライバシーに関する記事や名誉を棄損する記事等が掲載された場合には、一般私人への権利侵害行為として、しかるべく法的措置を講じることになります」としているため、取材リスクが大きく、本人の引退後の動向について新しい情報が出る可能性も無くなった[76]。取材自粛要請は芸能界において過去に前例がない要請である。

## 著名人からの評価・エピソード
「とりわけ1980年代末～1990年代初めにかけてのカラオケボックスの急速な普及は、日本の音楽シーンに多大な影響を与えました。特に1990年代に入ってからは、『カラオケがヒット曲を生み出している』と言っても決して過言ではありません。そんな背景の中で求められるのは、自分たちが歌って共感でき、且つ気持ちの良い曲を提供するアーティスト。特に『団塊ジュニア』と呼ばれる層はその数も多いためマーケットが大きく、彼らを味方につけるだけで一大ムーブメントが出来上がる。そうした観点から考察すれば、安室奈美恵は正にその世代の申し子とも言えるのでは」（小川博司）
「僕が出会った頃から、安室は1つの人生哲学を持っていたんですよ。『学業だけが全てじゃない』という考え方ですね。彼女がそう思った1つには、沖縄の経済状況が関係している様な気がするんです。地場産業が少ない沖縄では地元で就職することを考えると、どうしても選択肢が限られてしまうのではないかと。そんな中で、安室は『自分の夢は必ず叶う』と信じレッスンしていた。10代で自分の生き方を決めている、その生き方はすごいなと思いましたね」（平哲夫）
「たまたま見た『THE夜もヒッパレ』でTRFの楽曲を歌っていたことから、『TRFの曲は楽勝で歌って踊れるんだ』とプレゼンしていると勝手に感じた」「イメージは『TRFの10代バージョン』『渋谷の109で見かけそうな感じ』でやったらすごくはまるだろうな、と考えた」「シャイな感じだけど『とにかく大きい所でコンサートをやりたい、ジャネット・ジャクソンみたいなブラックミュージックをやりたい、コーディネーションはこのスタイルでいきたい』と明確なイメージを一人で用意し、話せる子だった」「僕は安室さんのプライベートとビジネスの両方を見ているわけではありませんが、プロフェッショナルなパフォーマーとしての彼女と普段の彼女というのはどの瞬間に変わるのか、いつも不思議に思っていました。彼女は実際に仕事では淡々としていて、喜怒哀楽を表に出す方ではないと思います。だから彼女はレコーディングやステージを『言葉ではなく、本能的な集中力でやっているのではないか?』と感じました。アドレナリンが分泌するというか、本能的に頭がスッと指令を出す時があるのではないでしょうか。レコーディング等では、曲の時間軸、つまりイントロからエンディングまで曲が進んでいくプロセスがあります。彼女にはそういった時間軸に乗った集中力を感じます。音楽が始まると窓を開き、音が消えると閉じるような感覚。そこが彼女の魅力だと思います」「僕のプロデュースじゃなくても、間違いなくブレイクしていたと思う」「本当にあまり喋らない子でした。10割あったとしたら2割しか話さない様な子で。でも、その残りの8割が逆にインスパイアを受けたり、彼女の姿を想像しながら書けた曲が多いんです」「最初から芸能人というよりアーティスト。テレビ出演等を頑張ってやっていた時期もあったけど、奈美恵ちゃんは『歌とダンスがやりたい』『自分のことを喋りたくない』という意思を首尾一貫していました。女の子としての隙は全く見せなかったです。プライベートもわからないし、そこは徹底していたと思います」（小室哲哉）
「振り付けがなくても、センスと存在感があってかっこいい」「覚えるのが本当に早かった。ある部分を覚えてもらっている間に、次のところを私が考えているときがあったんだけど、もう覚えちゃっていて、私の方が追いつかなくて。休み時間のときはスーパーモンキーズ達とはしゃいでいたりしてました」（KABA.ちゃん）
「安室さんは常に全速力で走っていますよね。長距離と短距離では走る速度が違ってくるけど、彼女はどんな距離でも全速力」「彼女には『私はこう思っている』という、自分の生き方の提示ができる歌詞を書く様に心がけている」「センスが良い上に器用で、つまらないこだわりがない。彼女は頭で考えるんじゃなくて、耳で聴いたものをそのまま歌で表現できるんです。ジャネット・ジャクソンでもこれ程の表現はできない」「正面を向きながらも、どこかに陰の部分を持ってるし、傷も陰もウィークポイントも全て魅力にできてしまう力がある。つまり大衆を掴むセンスがあるんです」「状況に合わせた格好良い歌い方ができるんです。歌唱力もあるからノリ一発みたいな曲でなくても歌えるし、技術的なハードルを上げられても十分ついてくるし、見ていて清々しいですよ」（前田たかひろ）
「皆と飲んで騒ぐような子ではなくて、真面目。当時の小室さんの周りには、ごまをする人や言いなりの人が多い中、安室ちゃんだけは自分を貫いていた」「『TK PAN-PACIFIC TOUR '97 IN TAIPEI』の時、アーティスト・スタッフ全員が高級ホテルの1フロアの全部屋を貸切にして泊まる中、安室ちゃんだけ別の場所に泊まっていた。徹底して距離をとって媚びない彼女は近くで見ていても格好良かった」（マーク・パンサー）
「ストーリー性のあるライブを行う方でした。MCを出さないのも生々しさを出したくないからであって、ファンタジーなエンターテイメントの世界を表現している」「お互いほとんど話さずに淡々と作業していました。リクエストはあっても一言ぐらい。私は制作に徹して、安室さんは歌に徹した関係性が良かったです。ダメなものはダメだし、良かったらそう言ってもらえるから、作っていて楽しい」（Nao'ymt）
「1990年代の女性アーティストの特徴は、女性の支持の割合が大きいことだろう。女性アーティストのステージに女性の歓声が飛ぶという光景は決して一般的ではなかったことを思うと、それは正に時代を反映していた。消費マーケットの主体が女性になるという1990年代の傾向でもあった。そういう意味での影響力は安室奈美恵を置いて語れないだろう」「安室奈美恵は、『お茶の間から生まれなかった始めてのアイドル女性歌手』と言っていいのではないだろうか。どこにでもいる女の子が、ブラウン管の中で輝いている。誰でもそんな風にスポットライトを浴びる可能性がある。スター性とは対極にあるそんな『普通さ』は、お茶の間とどこかでつながる価値観を持っていた。安室奈美恵はそうではなかった。彼女が発散していたのは、『どこにでもいる女の子』というお茶の間っぽさではなかった。彼女が好んだファッションはお茶の間よりストリートに良く似合った。彼女に自分を託す女の子はまず、ストリートに身を晒すことから始めた」「R&Bという音楽は従来は『子供の音楽』ではなかった。そこに彼女の歌いこなしや感情の抑制、激しい踊りがついた。少女達にとって安室奈美恵はアイドルと言うより、『憧れの大人』の象徴だったのではないだろうか。彼女は1990年代の少女達にとっての『書を捨てよ町へ出よう』だったのかもしれない」「1990年代の女性アーティストを取り巻く環境と、それ以前との最大の変化は『出産』や『結婚』をめぐるものだろう。『スターである』という虚像性と『人間としての幸せ』という実像性の両立。かつては二者択一しかありえず、どちらかを捨てることでしか手に入れられないとされてきたものが両立する。安室奈美恵があれだけセンセーショナルに騒がれたのは、それまでのアイドルがそうでなかったという背景もあると思う」（田家秀樹）
安室の大ファンを公言するイモトアヤコに対して感謝したいとして『世界の果てまでイッテQ!』のドッキリに参加し、その後のホテルでの対談中は『イッテQ!』におけるイモトの挑戦や安室ファン振りを日常的に視聴している事を語ったが、その後のイモトとの交流は一切行っていない。本件はあくまで『イッテQ!』のサプライズ企画でしかなく、イモトに対してプライベートな連絡先は一切教えていない上に、イモト自身もそのような軽々しい関係は望んでいない。
2020年10月現在、プロ野球チーム福岡ソフトバンクホークス所属 周東佑京内野手が「Revolution」等の楽曲をホームゲームで打席に立つ前の登場曲として使用している。

## 影響力
- 1996年 - 1997年、茶髪のロングヘアー・ミニスカート・細眉・厚底ブーツなどといった彼女のファッションスタイルや髪型、メイクなどに憧れる若い女性たち、いわゆる"アムラー"が大量発生した「アムラー・ブーム」を巻き起こし、社会現象となった[92]。

- 小室ブーム期にはCDのヒットを量産し、1997年に10代の歌手としては史上初となるシングル・アルバム総売上げ2,000万枚突破を記録した[93]。
- 2008年7月にリリースされたベストアルバム『BEST FICTION』は、『181920』以来10年ぶりのミリオンセラーを記録しソロアーティスト史上初となる年齢3年代連続（10代～30代）ミリオンセラーを達成。後にこの記録は、2017年11月リリースのベストアルバム『Finally』で年齢4年代連続（10代～40代）に更新された。
- 引退前のラストツアーは国内の約75万席分に、510万件以上の応募があった。引退日に行われた「We♥ NAMIE HANABI SHOW」のチケットに至っては、本来無料イベントであるにもかかわらず、転売市場において18万円近くの値が付いている。引退発表後の1年間に渡って行われた各種特別企画の経済効果は1000億円超と推測されている[94]。引退日の2018年9月16日には数多くのファンが渋谷109前にかつての「アムラー」の姿で集結し、「アムロス」と呼ばれる状況が生まれつつあることも明らかになった[95]。
- 2017年9月16日から2018年9月16日の引退準備期間は、日本に存在するありとあらゆるメディアを巻き込んだ大騒動に発展した。特に、2018年9月1日頃から2018年9月18日頃まで、日本中のマスメディアが安室奈美恵の引退に関する動向を常時報じたため、日本全国で安室奈美恵のニュースの嵐とも言える状況が生まれた。ニュースを介して、多くの著名人が引退を惜しむメッセージを発表した。

## 音楽性
- 東芝EMI時代はポップス調やユーロビートの楽曲を歌っていたが、avexに移籍して小室哲哉プロデュースが始まると、徐々にブラックミュージック色の強い曲が増えていった。いわゆる小室ファミリーの中でも特異な存在だった[93]。
- 1999年に産休から復帰すると、TLCやMonicaの作品でも知られる海外大物プロデューサーのダラス・オースティンを起用するなど本格的R&B路線を志向し、2001年発売のシングル「think of me/no more tears」を最後に小室プロデュースを離れる[93]。
- 2002年 - 2003年のSUITE CHICとしての活動以降、自身で「GIANT SWING PRODUCTIONS」のT.KURAとMICHICO、Nao'ymtなど新たなクリエーターたちの楽曲を選曲し、自らアイデアを出すなど楽曲制作においてセルフプロデュースを行うようになり、ジャパニーズR&Bの女王としての地位を確立していく。特にMICHICOによるリアルな女性像を描いたキャッチーな歌詞は、多くの女性たちの心を掴んだ[93]。
- ハイレゾ音源のリリースは2004年1月28日に発売された、『181920』と『LOVE ENHANCED ♥ single collection』のDVD-Audio盤のみである。音源は96kHz/24bitのフォーマットで収録されている。DVD-Audio盤は既に稀少品となっている。
- 2010年代はavex関連の外国人プロデューサーを起用し、EDMを交えたその当時の最新のR&Bを体現した楽曲が中心となる[93]。
- ネットで音楽が簡単に聴けるようになった2010年以降はテレビなどのメディア露出を控えてライブ中心の音楽活動にシフトしていった[93]。

### 慈善活動
- アメリカ同時多発テロ事件の義援金として1200万円を寄付[96]。
- 2004年のスマトラ島沖地震の義援金として1000万円を寄付[96]。
- 東日本大震災（東北地方太平洋沖地震）の義援金として日本赤十字社を通じて5000万円を寄付[96]。
- 2021年6月30日、国や地方公共団体などに私財を1500万円以上寄付した人が対象となる紺綬褒章並びに賞杯を授与される[97]。

## 作品
| シングル (SUPER MONKEY'S / SUPER MONKEY'S 4 / 安室奈美恵 with SUPER MONKEY'S) - 恋のキュート・ビート/ミスターU.S.A.（1992年） - ダンシング・ジャンク（1993年） - 愛してマスカット（1993年） - PARADISE TRAIN（1994年） - TRY ME 〜私を信じて〜（1995年） (安室奈美恵) - 太陽のSEASON（1995年） - Stop the music（1995年） - Body Feels EXIT（1995年） - Chase the Chance（1995年） - Don't wanna cry（1996年） - You're my sunshine（1996年） - SWEET 19 BLUES（1996年） - a walk in the park（1996年） - CAN YOU CELEBRATE?（1997年） - How to be a Girl（1997年） - Dreaming I was dreaming（1997年） - I HAVE NEVER SEEN（1998年） - RESPECT the POWER OF LOVE（1999年） - toi et moi（1999年） - SOMETHING 'BOUT THE KISS（1999年） - LOVE 2000（2000年） - NEVER END（2000年） - PLEASE SMILE AGAIN（2000年） - think of me/no more tears（2001年） - Say the word（2001年） - I WILL（2002年） - Wishing On The Same Star（2002年） - shine more（2003年） - Put 'Em Up（2003年） - SO CRAZY/Come（2003年） - ALARM（2004年） - ALL FOR YOU（2004年） - GIRL TALK/the SPEED STAR（2004年） - WANT ME, WANT ME（2005年） - White Light/Violet Sauce（2005年） - CAN'T SLEEP, CAN'T EAT, I'M SICK/人魚（2006年） - Baby Don't Cry（2007年） - FUNKY TOWN（2007年） - 60s 70s 80s（2008年） - WILD/Dr.（2009年） - Break It/Get Myself Back（2010年） - NAKED/Fight Together/Tempest（2011年） - Sit! Stay! Wait! Down!/Love Story（2011年） - Go Round/YEAH-OH（2012年） - Big Boys Cry/Beautiful（2013年） - TSUKI（2014年） - BRIGHTER DAY（2014年） - Red Carpet（2015年） - Mint（2016年） - Hero（2016年） - Dear Diary/Fighter（2016年） - Just You and I（2017年） |

| デジタル・シングル - Damage（2012年） - Contrail（2013年） - Neonlight Lipstick（2013年） - Ballerina（2013年） - Hope（2018年） - Body Feels EXIT (New Recording Ver.)（2018年） |

| オリジナルアルバム - DANCE TRACKS VOL.1（1995年） - SWEET 19 BLUES（1996年） - Concentration 20（1997年） - GENIUS 2000（2000年） - break the rules（2000年） - STYLE（2003年） - Queen of Hip-Pop（2005年） - PLAY（2007年） - PAST < FUTURE（2009年） - Uncontrolled（2012年） - FEEL（2013年） - genic（2015年） | ベストアルバム (安室奈美恵 with SUPER MONKEY'S) - ORIGINAL TRACKS VOL.1（1996年） (安室奈美恵) - 181920（1998年） - LOVE ENHANCED ♥ single collection（2002年） - BEST FICTION（2008年） - Checkmate!（2011年） - Ballada（2014年） - Finally（2017年） |

## 受賞歴
| 年     | 賞（作品） |
| ------ | --- |
| 1995年 | 第28回全日本有線放送大賞 ベストリクエスト賞 - 「TRY ME 〜私を信じて〜」                                           |
| 1995年 | 第28回日本有線大賞 有線音楽優秀賞 - 「TRY ME 〜私を信じて〜」                                                     |
| 1995年 | 第37回日本レコード大賞 優秀作品賞 - 「TRY ME 〜私を信じて〜」                                                     |
| 1996年 | 第33回ゴールデン・アロー賞 音楽賞                                                                                 |
| 1996年 | 第29回全日本有線放送大賞 讀賣テレビ特別賞、吉田正賞 - 「SWEET 19 BLUES」+「Don't wanna cry」                      |
| 1996年 | 第25回ベストドレッサー賞 女性部門                                                                                 |
| 1996年 | 第1回アイドルミュージックアワード 最優秀アイドル賞                                                                |
| 1996年 | 第29回日本有線大賞 有線音楽優秀賞 - 「Don't wanna cry」+「a walk in the park」                                    |
| 1996年 | 第29回日本レコードセールス大賞 アーティスト別トータルセールス部門大賞                                             |
| 1996年 | 第38回日本レコード大賞 大賞、優秀作品賞 - 「Don't wanna cry」                                                     |
| 1996年 | 第38回日本レコード大賞 ベストアルバム賞 - 『SWEET 19 BLUES』                                                      |
| 1997年 | 第11回日本ゴールドディスク大賞 邦楽部門大賞 - 「CAN YOU CELEBRATE?」                                              |
| 1997年 | 第11回日本ゴールドディスク大賞 ベスト5アーティスト賞                                                              |
| 1997年 | 第11回日本ゴールドディスク大賞 ベスト5・シングル賞 - 「Don't wanna cry」                                          |
| 1997年 | 第11回日本ゴールドディスク大賞 ミュージック・ビデオ賞 - 『AMURO NAMIE FIRST ANNIVERSARY』                         |
| 1997年 | World Music Awards 1997 Best Selling Japanese Recording Artist of the Year                                        |
| 1997年 | 第7回TV LIFE年間ドラマ大賞 主題歌賞 - 「CAN YOU CELEBRATE?」                                                      |
| 1997年 | 第30回日本レコードセールス大賞 シングル部門大賞 - 「CAN YOU CELEBRATE?」                                          |
| 1997年 | 第39回日本レコード大賞 大賞 優秀作品賞 - 「CAN YOU CELEBRATE?」                                                   |
| 1998年 | 第12回日本ゴールドディスク大賞 ソング・オブ・ザ・イヤー - 「CAN YOU CELEBRATE?」                                  |
| 1998年 | 第12回日本ゴールドディスク大賞 ポップ・アルバム・オブ・ザ・イヤー - 『Concentration 20』                          |
| 1999年 | 第13回日本ゴールドディスク大賞 ポップ・アルバム・オブ・ザ・イヤー - 『181920』                                    |
| 1999年 | 第32回全日本有線放送大賞 ゴールドリクエスト賞、吉田正賞 - 「SOMETHING 'BOUT THE KISS」                            |
| 2000年 | 第11回日本ジュエリーベストドレッサー賞 20代部門                                                                   |
| 2000年 | 那覇市民栄誉賞 |
| 2000年 | 第33回全日本有線放送大賞 ミレニアム特別賞 - 「NEVER END」                                                         |
| 2000年 | 第42回日本レコード大賞 特別賞 - 「NEVER END」                                                                     |
| 2002年 | MTV Video Music Awards Japan 2002 特別賞・Inspiration Award Japan                                                 |
| 2003年 | MTV Video Music Awards Japan 2003 Best Collaboration                                                              |
| 2004年 | MTV Video Music Awards Japan 2004 Best R&B Video                                                                  |
| 2004年 | MTV Video Music Awards Japan 2004 Best buzzAsia from Japan                                                        |
| 2005年 | MTV Video Music Awards Japan 2005 Best R&B Video - 「GIRL TALK」                                                  |
| 2005年 | MTV Video Music Awards Japan 2005 Most Impressivle Performing Artist In Asia                                      |
| 2007年 | MTV STUDENT VOICE AWARDS 2007 "STUDENT VOICE" RESPECT AWARD                                                       |
| 2008年 | SPACE SHOWER Music Video Awards 08 BEST FEMALE VIDEO - 「Hide & Seek」                                            |
| 2008年 | MTV Video Music Awards Japan 2008 Best R&B Video - 「Hide & Seek」                                                |
| 2008年 | 第50回日本レコード大賞 最優秀アルバム賞、優秀アルバム賞 - 『BEST FICTION』                                        |
| 2009年 | 第23回日本ゴールドディスク大賞 ザ・ベスト10アルバム - 『BEST FICTION』                                            |
| 2009年 | SPACE SHOWER Music Video Awards 09 MVA09 BEST ARTIST                                                              |
| 2009年 | SPACE SHOWER Music Video Awards 09 BEST FEMALE VIDEO - 「NEW LOOK」                                               |
| 2009年 | MTV Video Music Awards Japan 2009 Best Female Video - 「NEW LOOK」                                                |
| 2009年 | MTV Video Music Awards Japan 2009 Best R&B Video - 「Sexy Girl」                                                  |
| 2010年 | World Music Awards 2010 Best-selling Artist/Asia                                                                  |
| 2010年 | MTV Video Music Awards Japan 2010 Best Female Video - 「FAST CAR」                                                |
| 2010年 | SPACE SHOWER MUSIC AWARDS VIDEO OF THE YEAR - 「FAST CAR」                                                        |
| 2012年 | MTV Video Music Awards Japan 2012 Best Female Video - 「Love Story」                                              |
| 2012年 | MTV Video Music Awards Japan 2012 Best Collaboration Video - 「make it happen feat. AFTERSCHOOL」                 |
| 2012年 | Billboard JAPAN Top Pop Artist 2012                                                                               |
| 2013年 | 第27回日本ゴールドディスク大賞 ソング・オブ・ザ・イヤー・バイ・ダウンロード - 「Love Story」                      |
| 2014年 | MTV Video Music Awards Japan 2014 Best Female Video - 「Ballerina」                                               |
| 2014年 | MTV Video Music Awards Japan 2014 Best Video - 「Ballerina」                                                      |
| 2015年 | 第29回日本ゴールドディスク大賞 ベスト5アルバム(邦楽) - 『Ballada』                                                |
| 2015年 | 「SPIKES ASIA」DIGITAL部門 OVERALL AESTHETIC DESIGN/BEST PRACTICEカテゴリ - 「Anything」                          |
| 2015年 | 「SPIKES ASIA」DIGITAL部門 INTERACTIVE VIDEOカテゴリ - 「Anything」                                               |
| 2015年 | 「Favourite Website Awards (FWA)」 - 「Anything」                                                                 |
| 2015年 | MTV Video Music Award Japan 2015 Best Female Video -Japan- - 「Birthday」                                         |
| 2015年 | MTV Video Music Award Japan 2015 BEST CREATIVITY                                                                  |
| 2017年 | 第31回日本ゴールドディスク大賞 ベスト5ソング・バイ・ダウンロード - 「Hero」                                       |
| 2017年 | 第50回オリコン年間ランキング アルバム部門大賞 - 『Finally』                                                       |
| 2018年 | 第32回日本ゴールドディスク大賞 アーティスト・オブ・ザ・イヤー（邦楽）                                             |
| 2018年 | 第32回日本ゴールドディスク大賞 アルバム・オブ・ザ・イヤー（邦楽）、ベスト5アルバム（邦楽） - 『Finally』          |
| 2018年 | SPACE SHOWER MUSIC AWARDS 2018 - BEST FEMALE ARTIST                                                               |
| 2018年 | 第10回CDショップ大賞2018 特別賞 - 『Finally』                                                                     |
| 2018年 | デジタル・コンテンツ・オブ・ジ・イヤー'17／第23回AMDアワード 年間コンテンツ賞【優秀賞】 - 『Finally』             |
| 2018年 | 沖縄県民栄誉賞 |
| 2018年 | 第51回オリコン年間ランキング アーティスト別トータルセールス部門大賞                                               |
| 2018年 | 第51回オリコン年間ランキング アルバム部門大賞 - 『Finally』                                                       |
| 2018年 | 第51回オリコン年間ランキング ミュージックDVD・Blu-ray Disc部門大賞 - 『namie amuro Final Tour 2018 〜Finally〜』  |
| 2019年 | 日本商品化権大賞2018 審査員特別賞                                                                                 |
| 2019年 | 第11回日本ブルーレイ大賞 準グランプリ、音楽賞 - 『namie amuro Final Tour 2018 〜Finally〜』                       |
| 2019年 | 第33回日本ゴールドディスク大賞 アーティスト・オブ・ザ・イヤー（邦楽）                                             |
| 2019年 | 第33回日本ゴールドディスク大賞 ベスト・ミュージック・ビデオ（邦楽） - 『namie amuro Final Tour 2018 〜Finally〜』 |
| 2019年 | 第11回CDショップ大賞2019 特別賞                                                                                   |
| 2019年 | 30TH INTERNATIONAL POP POLL Top Artist from Japan 銀賞                                                            |
| 2019年 | 30TH INTERNATIONAL POP POLL Top Gold Japanese Song 銅賞 - 「Showtime」                                            |
| 2019年 | 2019年JASRAC賞 金賞 - 「Hero」                                                                                    |
| 2021年 | 紺綬褒章並びに賞杯                                                                                                |

## ライブ／ライブツアー

### 記録
- 2018年6月時点まで、716公演を行い、計約500万人を動員した[98][99][100][101]。

## 出演

### 映画
- That's カンニング! 史上最大の作戦?（1996年・東映） - 森下由美 役
- 学校II（1996年・松竹） - 本人 役

### ドラマ
- いちご白書（1993年、テレビ朝日、月曜ドラマ・イン） - 遠藤玲子 役
- 時をかける少女（1994年、フジテレビ、ボクたちのドラマシリーズ） - 芳山美代子 役
- 交換日記（1994年、NHK教育、「夏・ソリトン ～近未来伝承学・20世紀保存委員会～」内） - 野宮絵里 役
- 私、味方です（1995年、TBS、第3話「美女の味方です」） - 吉岡妙子 役
- STATION（1995年、日本テレビ、第3話「女子高生が泣いた！痴漢の秘密」） - 女子高生 役
- 湘南リバプール学院（1995年、フジテレビ） - 太田美香 役
- 私が恋愛できない理由（2011年、フジテレビ、第9話「行かないで!! 私達のクライマックスへ!!」） - 本人 役

### バラエティ
レギュラー・準レギュラーのみの記載。
- ポップジャム（1993 - 1994年・NHK）
- ポンキッキーズ（1994 - 1997年・フジテレビ）
- ニョキニョキ植物王国（1994 - 1995年・テレビ東京）
- 夜もヒッパレ一生けんめい。（1994 - 1995年・日本テレビ）
- THE夜もヒッパレ（1995 - 1997年・日本テレビ）
- GROOVY（1995年・日本テレビ）
- COUNT DOWN GROOVE（1995年・日本テレビ）
- アムロ今田きっとNo.1（1996 - 1997年・日本テレビ）

### ドキュメンタリー
- どんまい!!夏休みスペシャル 安室奈美恵 in 沖縄（1995年8月、日本テレビ）
- グラフィティ'96 安室奈美恵・素顔の夏（1996年9月5日、毎日放送）
- 安室奈美恵 21歳の挑戦（1999年1月15日、NHK総合）
- 安室奈美恵「告白」（2017年11月23日、NHK総合）
- namie amuro Final Space（2018年7月15日 - 9月30日・BS日テレ）※ミニ番組
- namie amuro Final Space（2018年8月4日・BS日テレ）※特別番組
- 沖縄のHero 安室奈美恵（2018年9月11日、沖縄テレビ放送）
- NHKスペシャル 平成史スクープドキュメント「安室奈美恵 最後の告白」（2019年1月20日、NHK総合）

### CM
| 企業・会社                                        | 製品・（年）                                       | 楽曲                      |
| ------------------------------------------------- | -------------------------------------------------- | ------------------------- |
| レナウン                                          | I. N. EXPRESS（1992年）                            | 出演のみ                  |
| ロッテ                                            | シリアルアイス（1992 - 1993年）                    | ミスターU.S.A.            |
| ロッテ                                            | シリアルアーモンド（1993年）                       | 出演のみ                  |
| ロッテ                                            | クランチボール（1993年）                           | 出演のみ                  |
| ロッテ                                            | マスカットガム（1993 - 1994年）                    | 愛してマスカット          |
| ロッテ                                            | マスカットガム（1993 - 1994年）                    | PARADISE TRAIN            |
| ロッテ                                            | ブルーベリーガム（1994年）                         | 〃                        |
| ロッテ                                            | クレープアイス（1995年）                           | 太陽のSEASON              |
| ロッテ                                            | シュガーレス・ゼロ（1996 - 1997年）                | 出演のみ                  |
| ライオン                                          | Ban16（1993 - 1994年）                             | 出演のみ                  |
| ミナミスポーツ                                    | スノーボード（1994 - 1995年）                      | TRY ME 〜私を信じて〜     |
| タイトー                                          | X-55（1995年）                                     | Body Feels EXIT           |
| タイトー                                          | Mediabox（1996年）                                 | 出演のみ                  |
| エマックス・クルメ                                | BOOGIE WOOGIE SHOPPING（1995年）                   | 出演のみ                  |
| エマックス・クルメ                                | クリスマスセール（1995年）                         | 出演のみ                  |
| ダイドードリンコ                                  | ミスティオ（1996 - 1997年）                        | Don't wanna cry           |
| ダイドードリンコ                                  | ミスティオ（1996 - 1997年）                        | I'LL JUMP                 |
| ダイドードリンコ                                  | ミスティオ（1996 - 1997年）                        | No Communication          |
| ブリストル・マイヤーズ スクイブ                   | シーブリーズ（1996 - 1997年）                      | You're my sunshine        |
| ブリストル・マイヤーズ スクイブ                   | シーブリーズ（1996 - 1997年）                      | How to be a Girl          |
| 日立マクセル                                      | CD's（1996年）                                     | 出演のみ                  |
| 日立マクセル                                      | UD（1996年）                                       | JOY                       |
| 日立マクセル                                      | UD（1996年）                                       | a walk in the park        |
| 日立マクセル                                      | maxell MD（1997年）                                | CAN YOU CELEBRATE?        |
| 日立マクセル                                      | maxell MD（1997年）                                | Whisper                   |
| 日産自動車                                        | S-RVシリーズ（1996 - 1998年）                      | PRIVATE                   |
| たかの友梨ビューティークリニック（1996 - 1997年） | たかの友梨ビューティークリニック（1996 - 1997年）  | 出演のみ                  |
| サンギ                                            | 週刊アパタイトカルシウム（1996年）                 | 出演のみ                  |
| エドウイン                                        | フィオルッチ（1996 - 1997年）                      | 出演のみ                  |
| セガ                                              | Digital Dance Mix 安室奈美恵（1997年）             | You're my sunshine        |
| コーセー                                          | ヴィセ（1997年、1999 - 2000年）                    | RESPECT the POWER OF LOVE |
| コーセー                                          | ヴィセ（1997年、1999 - 2000年）                    | SOMETHING 'BOUT THE KISS  |
| コーセー                                          | ヴィセ（1997年、1999 - 2000年）                    | LOVE 2000                 |
| コーセー                                          | ルミナス（2000 - 2001年）                          | no more tears             |
| コーセー                                          | ルミナス（2000 - 2001年）                          | Say the word              |
| コーセー                                          | エスプリーク（2011 - 2014年）                      | NAKED                     |
| コーセー                                          | エスプリーク（2011 - 2014年）                      | arigatou                  |
| コーセー                                          | エスプリーク（2011 - 2014年）                      | Go Round                  |
| コーセー                                          | エスプリーク（2011 - 2014年）                      | Hot Girls                 |
| コーセー                                          | エスプリーク（2011 - 2014年）                      | Beautiful                 |
| コーセー                                          | エスプリーク（2011 - 2014年）                      | Big Boys Cry              |
| コーセー                                          | エスプリーク（2011 - 2014年）                      | Neonlight Lipstick        |
| コーセー                                          | エスプリーク（2011 - 2014年）                      | La La La                  |
| コーセー                                          | エスプリーク（2011 - 2014年）                      | Love Story                |
| コーセー                                          | エスプリーク（2011 - 2014年）                      | Still Lovin' You          |
| コーセー                                          | オレオドール（2014 - 2015年）                      | SWEET KISSES              |
| コーセー                                          | オレオドール（2014 - 2015年）                      | Red Carpet                |
| コーセー                                          | NAMIE AMURO × KOSE ALL TIME BEST Project（2018年） | In Two                    |
| アサヒ飲料                                        | ナイスワン（1999年）                               | 出演のみ                  |
| 明治製菓                                          | フラン（2000 - 2001年）                            | PLEASE SMILE AGAIN        |
| 明治製菓                                          | フラン（2000 - 2001年）                            | think of me               |
| 明治製菓                                          | ギュッテ（2001年）                                 | 出演のみ                  |
| TU-KAホン関西                                     | MMツーカー（2000 - 2001年）                        | CROSS OVER                |
| TU-KAホン関西                                     | MMツーカー（2000 - 2001年）                        | GIRLFRIEND                |
| マンダム                                          | ルシードLシリーズ（2003 - 2005年）                 | shine more                |
| マンダム                                          | ルシードLシリーズ（2003 - 2005年）                 | SO CRAZY                  |
| マンダム                                          | ルシードLシリーズ（2003 - 2005年）                 | ALARM                     |
| マンダム                                          | ルシードLシリーズ（2003 - 2005年）                 | GIRL TALK                 |
| マンダム                                          | ルシードLシリーズ（2003 - 2005年）                 | the SPEED STAR            |
| マンダム                                          | ルシードLシリーズ（2003 - 2005年）                 | WoWa                      |
| ユニリーバ・ジャパン                              | 新リプトン リモーネ（2007年）                      | FUNKY TOWN                |
| ユニリーバ・ジャパン                              | リプトン シフォン ミルクティー（2007年）           | Pink Key                  |
| P&G                                               | プレミアム ヴィダルサスーン（2008 - 2010年）       | NEW LOOK                  |
| P&G                                               | プレミアム ヴィダルサスーン（2008 - 2010年）       | ROCK STEADY               |
| P&G                                               | プレミアム ヴィダルサスーン（2008 - 2010年）       | WHAT A FEELING            |
| P&G                                               | プレミアム ヴィダルサスーン（2008 - 2010年）       | Do Me More                |
| P&G                                               | プレミアム ヴィダルサスーン（2008 - 2010年）       | Dr.                       |
| P&G                                               | プレミアム ヴィダルサスーン（2008 - 2010年）       | MY LOVE                   |
| P&G                                               | プレミアム ヴィダルサスーン（2008 - 2010年）       | COPY THAT                 |
| 日本コカ・コーラ                                  | コカ・コーラ ゼロ（2009 - 2011年）                 | WILD                      |
| 日本コカ・コーラ                                  | コカ・コーラ ゼロ（2009 - 2011年）                 | Break It                  |
| 日本コカ・コーラ                                  | コカ・コーラ ゼロ（2009 - 2011年）                 | Wonder Woman              |
| 日本マクドナルド                                  | クォーターパウンダー（2009年）                     | 出演のみ                  |
| NTTドコモ                                         | dヒッツ（2013年）                                  | Love Story                |
| NTTドコモ                                         | NTT docomo 25th Anniversary（2017年）              | How do you feel now?      |
| ワールド                                          | UNTITLED（2013年）                                 | 出演のみ                  |
| セブン&アイ・ホールディングス                     | セブン-イレブン Magical Christmas（2016年 - ）     | Christmas Wish            |
| セブン&アイ・ホールディングス                     | セブン-イレブン 沖縄出店予告編（2018年）           | NEVER END                 |
| セブン&アイ・ホールディングス                     | セブン-イレブン 沖縄限定CM全般（2019年 - ）        | Hero                      |
| Lcode                                             | ReVIA（2017年 - 2018年）                           | Strike A Pose             |
| Lcode                                             | ReVIA（2017年 - 2018年）                           | Baby Don't Cry            |
| アサヒビール                                      | アサヒスーパードライ エクストラハード（2017年）    | 出演のみ                  |
| Hulu                                              | Hulu Planet（2017 - 2018年）                       | Do It For Love            |
| JRA                                               | 楽曲のみ(2022年-)                                  | Hero                      |

### ラジオ
- GIVE ME A BEAT（1992年10月 - 1993年3月・文化放送）
- LFニッポン放送開局40周記念生番組・ラジオドラマ「東京マンボガールズ」（1993年8月2日・ニッポン放送）
- 安室奈美恵のオールナイトニッポン（2007年6月25日・ニッポン放送）
- 民放ラジオ101局特別番組 WE LOVE RADIO , WE LOVE AMURO NAMIE（2018年9月8日 - 9月10日（各局順次）・日本民間放送連盟加盟ラジオ局各局）
- 安室奈美恵 引退の日特番〜未来へ〜（2018年9月16日・NHKラジオ第1）

### アニメ
- The World of GOLDEN EGGS - 安邑役 (2007年・PLUS heads inc.) -『8thアルバムPLAYのDVDに収録』

### NHK紅白歌合戦出場歴
- 曲名の後の（○回目）は紅白で披露された回数を表す。
- 出演順は「出演順/出場者数」を表す。
- 対戦相手の歌手名のカッコ内の数字はその歌手との対戦回数を表す。

| 年度   | 放送回 | 回 | 曲目                        | 出演順   | 対戦相手     | 備考                                        | 歌手別視聴率 |
| ------ | ------ | -- | --------------------------- | -------- | ------------ | ------------------------------------------- | ------------ |
| 1995年 | 第46回 | 初 | Chase the Chance            | 05/25    | TOKIO        |                                             | 不明         |
| 1996年 | 第47回 | 2  | Don't wanna cry             | 11/25    | SMAP         | 後半紅組トップバッター                      | 不明         |
| 1997年 | 第48回 | 3  | CAN YOU CELEBRATE?          | 25/25    | 五木ひろし   | 紅組トリ 産休前最後のステージ               | 59.1%（1位） |
| 1998年 | 第49回 | 4  | CAN YOU CELEBRATE?（2回目） | 24/25    | 北島三郎     | トリ前 産休後初のステージ                   | 64.9%（1位） |
| 1999年 | 第50回 | 5  | RESPECT the POWER OF LOVE   | 16/27    | SMAP（2）    |                                             | 56.0%（3位） |
| 2000年 | 第51回 | 6  | NEVER END                   | 26/28    | SMAP（3）    |                                             | 49.9%        |
| 2001年 | 第52回 | 7  | Say the word                | 18/27    | 郷ひろみ     |                                             | 49.3%        |
| 2002年 | 第53回 | 8  | Wishing On The Same Star    | 21/27    | CHEMISTRY    |                                             | 48.7%（8位） |
| 2003年 | 第54回 | 9  | SO CRAZY                    | 15/30    | 森進一       |                                             | 39.5%        |
| 2017年 | 第68回 | 10 | Hero                        | 特別企画 | （桑田佳祐） | トリ前（2） 14年ぶりの出場 引退前最後の出場 | 48.4%（1位） |

## タイアップ曲
| 年             | 曲                                                           | タイアップ先                                                                               |
| -------------- | ------------------------------------------------------------ | ------------------------------------------------------------------------------------------ |
| 1995年         | TRY ME 〜私を信じて〜                                        | 95'「ミナミ」CMソング                                                                      |
| 1995年         | 太陽のSEASON                                                 | ロッテ「クレープアイス」CMソング                                                           |
| 1995年         | 太陽のSEASON                                                 | 日本テレビ系『GROOVY』オープニングテーマ                                                   |
| 1995年         | Stop the music                                               | フジテレビ系ドラマ『湘南リバプール学院』オープニングテーマ                                 |
| 1995年         | Body Feels EXIT                                              | タイトー「X-55」CMソング                                                                   |
| 1995年         | Chase the Chance                                             | 日本テレビ系ドラマ『ザ・シェフ』主題歌                                                     |
| 1996年         | Don't wanna cry                                              | ダイドードリンコ「mistio」CMソング                                                         |
| 1996年         | You're my sunshine                                           | ブリストル・マイヤーズ スクイブ「SEA BREEZE '96」CMソング                                  |
| 1996年         | PRIVATE                                                      | 日産自動車『S-RV』CMソング                                                                 |
| 1996年         | SWEET 19 BLUES                                               | 東映映画『That's カンニング! 史上最大の作戦?』エンディングテーマ                           |
| 1996年         | I'LL JUMP                                                    | ダイドードリンコ「mistio」CMソング                                                         |
| 1996年         | Joy                                                          | 日立マクセル「maxell UD2」CMソング                                                         |
| 1996年         | a walk in the park                                           | 日立マクセル「maxell UD2」CMソング                                                         |
| 1997年         | You're my sunshine                                           | セガ「Digital Dance Mix 安室奈美恵」CMソング                                               |
| 1997年         | CAN YOU CELEBRATE?                                           | フジテレビ系ドラマ『バージンロード』主題歌                                                 |
| 1997年         | CAN YOU CELEBRATE?                                           | 日立マクセル「maxell プラチナ&ゴールドMD」CMソング                                         |
| 1997年         | PRIVATE                                                      | 日産自動車『S-RV』CMソング                                                                 |
| 1997年         | How to be a Girl                                             | ブリストル・マイヤーズ スクイブ「SEA BREEZE '97」CMソング                                  |
| 1997年         | No Communication                                             | ダイドードリンコ「mistio」CMソング                                                         |
| 1997年         | Whisper                                                      | 日立マクセル「ニューカラーMD」CMソング                                                     |
| 1997年         | Dreaming I was dreaming                                      | 銀座ジュエリーマキ「エステートツインジュエリー」イメージソング                             |
| 1999年         | I HAVE NEVER SEEN                                            | 日本テレビ系ドラマ『夜逃げ屋本舗』主題歌                                                   |
| 1999年         | RESPECT the POWER OF LOVE                                    | コーセー「ヴィセ」CMソング                                                                 |
| 1999年         | toi et moi                                                   | 東宝系映画『劇場版ポケットモンスター 幻のポケモン ルギア爆誕』エンディングテーマ           |
| 1999年         | SOMETHING 'BOUT THE KISS                                     | コーセー「ヴィセ」CMソング                                                                 |
| 2000年         | LOVE 2000                                                    | コーセー「ヴィセ」CMソング                                                                 |
| 2000年         | NEVER END                                                    | 『第26回主要国首脳会議』（九州・沖縄サミット）イメージソング                               |
| 2000年         | PLEASE SMILE AGAIN                                           | 明治製菓「フラン」CMソング                                                                 |
| 2000年         | CROSS OVER                                                   | ツーカーホン関西 CMソング                                                                  |
| 2000年         | no more tears                                                | コーセー「ルミナス」CMソング                                                               |
| 2001年         | GIRLFRIEND                                                   | ツーカーホン関西 CMソング                                                                  |
| 2001年         | think of me                                                  | 明治製菓「フラン」CMソング                                                                 |
| 2001年         | Say the word                                                 | コーセー「ルミナス」CMソング                                                               |
| 2002年         | Wishing On The Same Star                                     | 東映映画『命』主題歌                                                                       |
| 2003年         | shine more                                                   | マンダム「ルシードエル プリズムマジック ヘアカラー」CMソング                               |
| 2003年         | SO CRAZY                                                     | マンダム「ルシードエル プリズムマジック ヘアカラー」CMソング                               |
| 2003年         | Come                                                         | よみうりテレビ・日本テレビ系アニメ『犬夜叉』エンディングテーマ                             |
| 2003年         | Four Seasons                                                 | 東宝系映画『犬夜叉 天下覇道の剣』主題歌                                                    |
| 2004年         |                                                              |                                                                                            |
| ALARM          | マンダム「ルシードエル プリズムマジック ヘアカラー」CMソング |                                                                                            |
| ALL FOR YOU    | 関西テレビ・フジテレビ系ドラマ『君が想い出になる前に』主題歌 |                                                                                            |
| GIRL TALK      | マンダム「ルシードエル プリズムマジック ヘアカラー」CMソング |                                                                                            |
| the SPEED STAR | マンダム「ルシードエル クリアグロス スプレー」CMソング       |                                                                                            |
| 2005年         | Queen of Hip-Pop                                             | スズキ『シボレー・クルーズ』CMソング                                                       |
| 2005年         | WoWa                                                         | マンダム「ルシードエル ナイトエステワックス」CMソング                                      |
| 2005年         | Violet Sauce                                                 | ギャガ映画『シン・シティ』日本版イメージソング                                             |
| 2005年         | White Light                                                  | ドワンゴ「いろメロミックス」イメージソング                                                 |
| 2006年         | CAN'T SLEEP, CAN'T EAT, I'M SICK                             | ドワンゴ「いろメロミックスDX」CMソング                                                     |
| 2006年         | CAN'T SLEEP, CAN'T EAT, I'M SICK                             | 「ミュゥモ」CMソング                                                                       |
| 2006年         | 人魚                                                         |                                                                                            |
| 2007年         | Baby Don't Cry                                               | 関西テレビ・フジテレビ系ドラマ『ヒミツの花園』主題歌                                       |
| 2007年         | Baby Don't Cry                                               | 「ポケメロJOYSOUND」CMソング                                                               |
| 2007年         | FUNKY TOWN                                                   | ユニリーバ・ジャパン「リプトン リモーネ」CMソング                                          |
| 2007年         | FUNKY TOWN                                                   | 「レコ直」CMソング                                                                         |
| 2007年         | Top Secret                                                   | 日本テレビ系『プリズン・ブレイク シーズンII』テーマソング                                  |
| 2007年         | Hide & Seek                                                  | 「ミュゥモ」CMソング                                                                       |
| 2007年         | Hello                                                        | 「ミュゥモ」CMソング                                                                       |
| 2007年         | Pink Key                                                     | ユニリーバ・ジャパン「リプトン シフォン ミルクティー」CMソング                             |
| 2008年         | NEW LOOK                                                     | P&G「Fashion×Music×Vidal Sassoon」キャンペーンソング                                       |
| 2008年         | ROCK STEADY                                                  | P&G「Fashion×Music×Vidal Sassoon」キャンペーンソング                                       |
| 2008年         | WHAT A FEELING                                               | P&G「Fashion×Music×Vidal Sassoon」キャンペーンソング                                       |
| 2008年         | Sexy Girl                                                    | NHK総合テレビドラマ『乙女のパンチ』主題歌                                                  |
| 2008年         | Do Me More                                                   | P&G「Fashion×Music×Vidal Sassoon」キャンペーンソング                                       |
| 2009年         | Dr.                                                          | P&G「Fashion×Music×Vidal Sassoon」キャンペーンソング                                       |
| 2009年         | WILD                                                         | 日本コカ・コーラ「コカ・コーラ ゼロ」CMソング                                              |
| 2009年         | MY LOVE                                                      | P&G「Fashion×Music×Vidal Sassoon」キャンペーンソング                                       |
| 2009年         | COPY THAT                                                    | P&G「Fashion×Music×Vidal Sassoon」キャンペーンソング                                       |
| 2010年         | The Meaning Of Us                                            | BeeTVドラマ『女たちは二度遊ぶ』主題歌                                                      |
| 2010年         | The Meaning Of Us                                            | BeeTVドラマキャンペーンCMソング                                                            |
| 2010年         | Break It                                                     | 日本コカ・コーラ「コカ・コーラ ゼロ」CMソング                                              |
| 2010年         | COPY THAT                                                    | P&G「ヴィダルサスーン」CMソング                                                            |
| 2010年         | Get Myself Back                                              | 「レコチョク」CMソング                                                                     |
| 2011年         | Wonder Woman                                                 | 日本コカ・コーラ「コカ・コーラ ゼロ」CMソング                                              |
| 2011年         | NAKED                                                        | コーセー「エスプリーク」CMソング                                                           |
| 2011年         | Fight Together                                               | フジテレビ系アニメ『ONE PIECE』オープニングテーマ                                          |
| 2011年         | Tempest                                                      | NHK BSプレミアムBS時代劇『テンペスト』主題歌                                               |
| 2011年         | Love Story                                                   | フジテレビ系ドラマ『私が恋愛できない理由』主題歌                                           |
| 2011年         | Sit! Stay! Wait! Down!                                       | フジテレビ系ドラマ『私が恋愛できない理由』劇中歌                                           |
| 2011年         | arigatou                                                     | コーセー「エスプリーク」CMソング                                                           |
| 2012年         | Tempest                                                      | 角川映画『劇場版テンペスト3D』主題歌                                                       |
| 2012年         | Go Round                                                     | コーセー「エスプリーク」CMソング                                                           |
| 2012年         | ONLY YOU                                                     | WOWOW欧州サッカーテーマソング                                                              |
| 2012年         | Hot Girls                                                    | コーセー「エスプリーク」CMソング                                                           |
| 2012年         | In The Spotlight (TOKYO)                                     | スズキ『ワゴンR スティングレー』CMソング                                                   |
| 2012年         | Damage                                                       | 松竹映画『黄金を抱いて翔べ』主題歌                                                         |
| 2012年         | Beautiful                                                    | コーセー「エスプリーク」CMソング                                                           |
| 2013年         | Big Boys Cry                                                 | コーセー「エスプリーク」CMソング                                                           |
| 2013年         | Contrail                                                     | TBS系ドラマ『空飛ぶ広報室』主題歌                                                          |
| 2013年         | Can You Feel This Love                                       | フジテレビ系『めざましテレビ』テーマソング                                                 |
| 2013年         | Baby Don't Cry                                               | UULAオリジナル恋愛体感ドラマ『ファーストクラス』主題歌                                     |
| 2013年         | Hands On Me                                                  | 「レコチョク」CMソング                                                                     |
| 2013年         | Neonlight Lipstick                                           | コーセー「エスプリーク」CMソング                                                           |
| 2013年         | La La La                                                     | コーセー「エスプリーク」CMソング                                                           |
| 2013年         | Love Story                                                   | NTTドコモ「dヒッツ」CMソング                                                               |
| 2013年         | Ballerina                                                    | 『GUCCI×VOGUE JAPAN×NAMIE AMURO』コラボレーション企画使用曲                                |
| 2013年         | Ballerina                                                    | 「レコチョク」CMソング                                                                     |
| 2013年         | Love Story                                                   | コーセー「エスプリーク」CMソング                                                           |
| 2014年         | TSUKI                                                        | 東宝系映画『抱きしめたい -真実の物語-』主題歌                                              |
| 2014年         | Still Lovin' You                                             | コーセー「エスプリーク」CMソング                                                           |
| 2014年         | SWEET KISSES                                                 | コーセーコスメポート「オレオドール」CMソング                                               |
| 2014年         | SWEET 19 BLUES                                               | 日本テレビ系『スッキリ!!』2014年7月度テーマソング                                          |
| 2014年         | BRIGHTER DAY                                                 | フジテレビ系ドラマ『ファーストクラス』主題歌                                               |
| 2015年         | CAN YOU CELEBRATE? feat. 葉加瀬太郎                          | dビデオドラマ『あなたに逢いたい』主題歌                                                    |
| 2015年         | Red Carpet                                                   | コーセーコスメポート「オレオドール」CMソング                                               |
| 2015年         | Black Make Up                                                | フジテレビ系アニメ土曜プレミアム『ONE PIECE 〜アドベンチャー オブ ネブランディア〜』主題歌 |
| 2016年         | Hero                                                         | NHK リオデジャネイロオリンピック・パラリンピック放送テーマソング                           |
| 2016年         | Mint                                                         | 関西テレビ・フジテレビ系ドラマ『僕のヤバイ妻』主題歌                                       |
| 2016年         | CAN YOU CELEBRATE?                                           | NTTドコモ「ずっとドコモ割『結婚式』篇」CMソング                                            |
| 2016年         | Dear Diary                                                   | ワーナー・ブラザース映画『デスノート Light up the NEW world』主題歌                        |
| 2016年         | Fighter                                                      | ワーナー・ブラザース映画『デスノート Light up the NEW world』劇中歌                        |
| 2016年         | Fighter                                                      | Huluオリジナルドラマ『デスノート NEW GENERATION』主題歌                                    |
| 2016年         | Christmas Wish                                               | セブン-イレブン「Magical Christmas」〜ティザー篇〜 CMソング                                |
| 2016年         | Christmas Wish                                               | セブン-イレブン「Magical Christmas」〜クリスマスの魔法篇〜 CMソング                        |
| 2017年         | Strike A Pose                                                | Lcode「ReVIA」CMソング                                                                     |
| 2017年         | Just You and I                                               | 日本テレビ系ドラマ『母になる』主題歌                                                       |
| 2017年         | Showtime                                                     | TBS系ドラマ『監獄のお姫さま』主題歌                                                        |
| 2017年         | Hope                                                         | フジテレビ系アニメ『ONE PIECE』オープニングテーマ                                          |
| 2017年         | Finally                                                      | 日本テレビ系『NEWS ZERO』テーマソング                                                      |
| 2017年         | Do It For Love                                               | Hulu「Hulu Planet」CMソング                                                                |
| 2017年         | Don't wanna cry                                              | 日本テレビ系『スッキリ』2017年11月度テーマソング                                           |
| 2017年         | Christmas Wish                                               | セブン-イレブン「Magical Christmas」〜マジカルメリーゴーランド篇〜 CMソング                |
| 2017年         | How do you feel now?                                         | NTTドコモ 25th Anniversary「namie amuro×docomo」CMソング                                   |
| 2018年         | Baby Don't Cry                                               | Lcode「ReVIA」CMソング                                                                     |
| 2018年         | Body Feels EXIT                                              | 日本テレビ系ドラマ『Missデビル 人事の悪魔・椿眞子』主題歌                                  |
| 2018年         | In Two                                                       | コーセー「NAMIE AMURO×KOSÉ ALL TIME BEST」企業メッセージCMソング                           |
| 2018年         | In Two                                                       | コーセー「NAMIE AMURO×KOSÉ ALL TIME BEST Project」「I am I」篇CMソング                     |
| 2018年         | NEVER END                                                    | セブン&アイ・ホールディングス「セブン-イレブン」企業CMソング                               |
| 2018年         | Christmas Wish                                               | セブン-イレブン「Magical Christmas 2018」CMソング                                          |
| 2019年         | Hero                                                         | セブン-イレブン「沖縄店舗編」イメージCMソング                                              |
| 2021年         | Hero                                                         | JRA CMソング                                                                               |
| 2024年         | Baby Don't Cry                                               | Netflix『ラブ デッドライン』主題歌                                                         |
| 2024年         | You're my sunshine                                           | タイミー CMソング                                                                          |